# ایران ایر
ایران ایر یا شرکت هواپیمایی حامل پرچم ایران با نام رسمی هواپیمایی جمهوری اسلامی ایران است که در ایران از ابتدای تأسیس با نام هُما (هواپیمایی ملی ایران) شناخته می‌شود. ایران‌ایر که از قدیمی‌ترین شرکت‌های هواپیمایی در خاورمیانه محسوب می‌شود هم‌اکنون به مقاصد داخلی و بین‌المللی پرواز انجام می‌دهد. دفتر مرکزی ایران‌ایر در فرودگاه مهرآباد تهران قرار دارد و پایگاه اصلی پروازی این شرکت که بیشتر پروازهای ایران‌ایر از مبدأ یا به مقصد آن انجام می‌شود برای پروازهای داخلی فرودگاه مهرآباد و برای پروازهای خارجی فرودگاه بین المللی امام خمینی تهران است. بر اساس آمار، ایران ایر سالیانه بیش از ۷ میلیون مسافر را جابه‌جا می‌کند. در ۱۰ سپتامبر ۲۰۲۴ آمریکا، بریتانیا، آلمان و فرانسه و در ۱۴ اکتبر ۲۰۲۴ اتحادیه اروپا، ایران ایر را به دلیل ارسال موشک‌های بالستیک به روسیه تحریم کردند.

## تاریخچه

### باشگاه هواپیمایی
در سال ۱۳۱۸ هجری خورشیدی، رضاشاه دستور داد باشگاه ملی هوانوردی برای ارتقا و توسعه هوانوردی تأسیس شود که هزینه آن را مالیات تأمین کند. رئیس هیئت مدیره باشگاه قوام‌الملک شیرازی، مدیرعامل آن عبدالله یاسایی و نائب رئیس هیئت مدیره شوکت‌الملک علم (وزیر پست و تلگراف) بودند و دیگر اعضای آن عبارت بودند از علی‌اصغر حکمت (وزیر کشور)، صدیق اعلم (رئیس فرهنگستان ایران) سهام‌السلطان بیات (نایب رئیس مجلس شورای ملی)، عباس مسعودی (نماینده مجلس و مدیر روزنامه اطلاعات)، سرتیپ احمد نخجوان (سرپرست وزارت جنگ) و سرتیپ احمد خسروانی.
با پولی که مستقیماً از مردم جمع‌آوری شد، ۲۵ فروند هواپیما از آمریکا به بهای مجموعاً ۱۲۸,۱۵۱ دلار و وسائل و تجهیزات لازم برای فرودگاه و قطعات یدکی به بهای ۳,۶۵۴,۷۳۱ ریال خریداری شد. زمین کنونی فرودگاه مهرآباد به مساحت ۱,۴۰۰,۰۰۰ متر مربع انتخاب و با هزینه ۵,۶۰۰ تومان تسطیح شد.
حدود هزار نفر برای آموزش خلبانی ثبت‌نام کردند که از میان آن‌ها چهارصد نفر در پرواز همراه با خلبان شرکت کردند و تا سال ۱۳۲۰، بیست و شش نفر آموزش دیدند و توانستند به صورت مستقل پرواز کنند. اشغال ایران در شهریور ۱۳۲۰، روند کار باشگاه را متوقف کرد. تا آذر ۱۳۲۰ ۲۷,۶۸۸,۴۵۲ ریال از ایرانیان داخل و ۵۷۵,۳۴۸ ریال از ایرانیان خارج از کشور برای راه‌اندازی باشگاه هواپیمایی پرداخت شده بود. آموزشگاه و آسایشگاه خلبانی در فرودگاه مهرآباد در حال ساخت بود و تا آذر سال۱۳۲۰، ۲۸۴,۳۰۰ تومان هزینه برداشته بود.
در پایان سال ۱۳۲۱، باشگاه هواپیمایی دوازده خلبان و هجده مکانیسین داشت و آموزشگاه خلبانی‌اش با دوازده هواپیمای آموزشی برقرار بود. دوازده هواپیمای دیگر این آموزشگاه در همان زمان به وزارت پست و تلگراف فروخته شد.

### ایرانین ایرویز

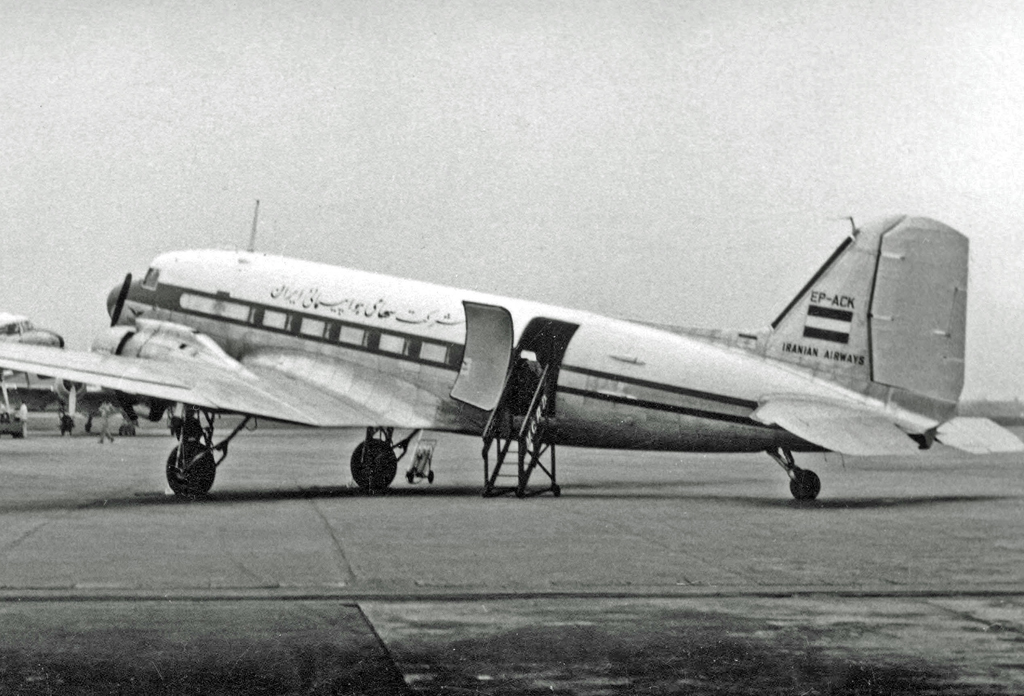
یک فروند داگلاس دی‌سی-۳ باربری ایرانین ایرویز در سال ۱۹۵۴

دو سرمایه‌دار ایرانی به‌نام‌های رضا افشار (وزیر پیشین راه) و غلامحسین ابتهاج (رئیس بانک ملی ایران) در آذر ماه سال ۱۳۲۳، نخستین شرکت هواپیمایی حامل پرچم ایران را با نام ایرانیان ایرویز تأسیس نمودند. این شرکت در ابتدا فقط در مسیر تهران-مشهد به جابجایی مسافر و بار می‌پرداخت ولی سپس در مسیرهای داخلی تهران-اصفهان-شیراز-بوشهر-آبادان-اهواز نیز پروازهایش را ادامه داد و علاوه بر این‌ها بعدا در مسیرهای بین‌المللی به تل‌آویو، قاهره، بغداد و پاریس نیز فعالیت می‌کرد. ناوگان هوایی این شرکت از تعدادی هواپیمای داگلاس دی‌سی-۳ تشکیل شده بود. بعدها تعدادی هواپیمای داگلاس دی‌سی-۴ و پس از آن هواپیماهای ویکرز ویسکونت نیز به ناوگان ایرانین ایرویز اضافه شد.
در فروردین سال ۱۳۳۳، یک شرکت هواپیمایی خصوصی دیگر به نام پارس یا پرشین ایرسرویس در تهران تشکیل شد. پارس ابتدا به صورت باربری و با استفاده از هواپیماهای آورو یورک کار خود را آغاز نمود و پروازهایی را از تهران به بیروت، بریندیزی و بازل از طریق آبادان انجام می‌داد. پس از آن، این شرکت با خرید هواپیمای داگلاس دی‌سی-۷سی از شرکت بلژیکی سابنا توانست از دو شهر آبادان و تهران به مقاصد پاریس، لندن، بروکسل و ژنو پروازهایی را به صورت مرتب انجام دهد.

### ایران ایر
در روز ۵ اسفند سال ۱۳۴۰، دو شرکت ایرانیان ایرویز و پرشن ایرسرویس در یکدیگر ادغام شدند و شرکت هواپیمایی ملی ایران (هما) با نام بین‌المللی ایران ایر (Iran Air) تأسیس گردید. این شرکت ملی اعلام شد و تمام امکانات و پرسنل دو شرکت مذکور را در اختیار گرفت و از فروردین ماه سال ۱۳۴۱، فعالیت‌های خود را آغاز کرد. مدیریت هواپیمایی ملی ایران در این سال به علی‌محمد خادمی محول شد. با مدیریت خادمی، هواپیمایی ملی ایران در دههٔ ۱۹۷۰ عنوان «رو به رشدترین شرکت هواپیمایی جهان» را به خود اختصاص داد. در سال ۱۳۴۱، ایران ایر ۱۳ فروند هواپیمای کوچک و نزدیک به ۷۵۰ کارمند داشت ولی این شمار در سال ۱۳۵۷ به ۳۷ فروند بوئینگ و بیش از ۱۲,۸۰۰  کارمند رسید.
هما پروازهای خود را با بهره‌گیری از هواپیماهای داگلاس دی‌سی-۳، داگلاس دی‌سی-۶، ویکرز ویسکونت و آورویورک آغاز نمود و در سال ۱۳۴۲ به عضویت کامل یاتا درآمد.

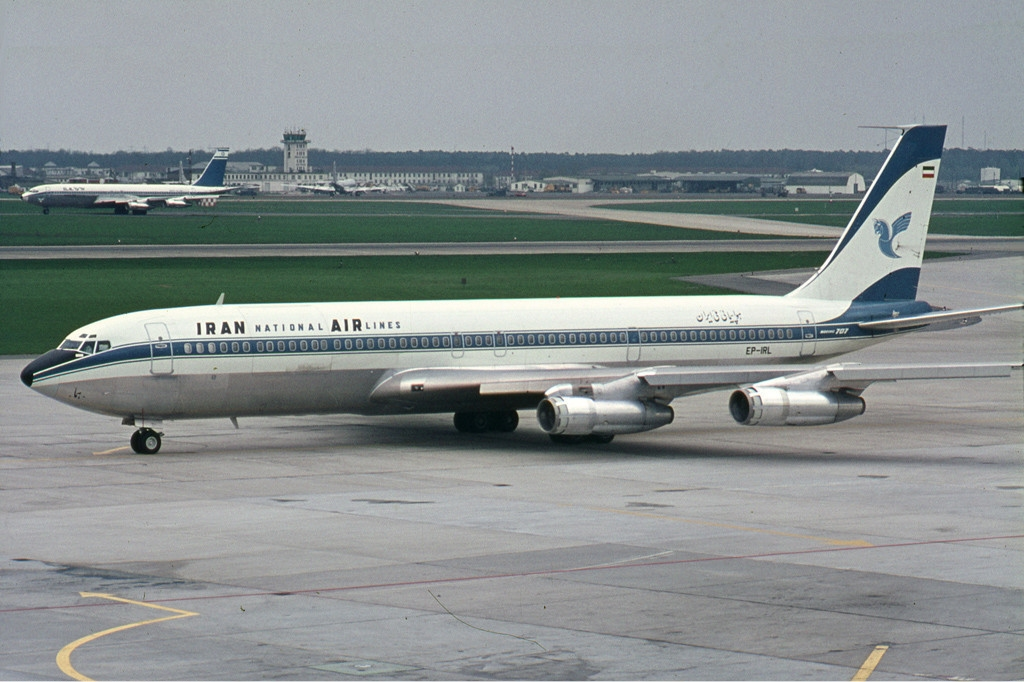
یک فروند بوئینگ ۷۰۷–۳۲۰ ایران ایر در فرودگاه بین‌المللی فرانکفوت در سال ۱۹۷۰ میلادی

اولین پرواز هما با هواپیماهای جت در سال ۱۳۴۴ با استفاده از یک فروند بوئینگ ۷۲۷-۱۰۰ در مسیر تهران-بیروت انجام شد. پس از آن شرکت تصمیم به تبدیل تمام ناوگان خود به هواپیماهای جت گرفت. با شروع دهه ۱۳۵۰، عصر طلایی هما نیز آغاز گشت. در سال ۱۳۵۰ تعدادی بوئینگ ۷۳۷-۱۰۰ و در سال ۱۳۵۳، تعدادی بوئینگ ۷۲۷-۲۰۰ وارد ناوگان شرکت شد. همچنین تحویل هواپیماهای گران‌قیمت بوئینگ ۷۴۷ از نوع ۱۰۰، ۲۰۰ و اس‌پی از سال ۱۳۵۴ آغاز گشت.
در میانه دهه ۱۳۵۰ هجری خورشیدی، هما پروازهای بدون توقف بسیاری را به‌طور روزانه به قارهٔ اروپا انجام می‌داد. در این دوره، هواپیمایی ملی ایران تنها در مسیر تهران-لندن بیش از سی پرواز هفتگی انجام می‌داد. خط هوایی تهران به فرودگاه جان اف کندی نیویورک در سال ۱۳۵۴ با بهره‌گیری از بوئینگ ۷۰۷ و با یک توقف در فرودگاه هیترو لندن آغاز شد. با خرید بوئینگ‌های ۷۴۷اس‌پی، هما این هواپیماهای دوربرد را در مسیر تهران-نیویورک به کار گرفت و به این ترتیب طولانی‌ترین خط هوایی بدون توقف جهان را راه‌اندازی کرد.
در سال ۱۶ مهر ۱۳۵۱، هما قرارداد خرید ۳ فروند هواپیمای مافوق صوت کنکورد را با کنسرسیوم بریتانیایی-فرانسوی آن به امضا رساند. به این ترتیب هما اولین سفارش‌دهندهٔ قطعی هواپیمای کنکورد در جهان شد و هما در صف مقدم پروازهای مسافربری مافوق صوت در جهان قرار گرفت.
در سال ۱۳۵۶ هما ۶ فروند ایرباس ای-۳۰۰ را برای به‌کارگیری در مسیرهای محلی از شرکت اروپایی ایرباس خریداری کرد و نخستین بهره‌بردار هواپیماهای ایرباس در خاورمیانه لقب گرفت. در پایان این سال هما به بیش از ۳۱ مقصد در داخل و خارج از ایران، از پکن و توکیو گرفته تا نیویورک به‌طور روزانه پرواز می‌کرد و در حال راه‌اندازی خطوط هوایی جدیدی به مقصد لس آنجلس و سیدنی بود.
در اواسط دهه ۱۳۵۰ هجری خورشیدی، هواپیمایی ملی ایران به‌عنوان  یکی از ایمن‌ترین، مدرن‌ترین و پردرآمدترین شرکت‌های هواپیمایی دنیا نیز به‌شمار می‌رفت. در سال ۱۳۵۵ هما پس از شرکت استرالیایی کانتاس، ایمن‌ترین شرکت هوایی جهان لقب گرفت چراکه تا پیش از انقلاب اسلامی ایران، ۳ حادثه هما مربوط به سقوط سه فروند داگلاس دی‌سی-۳، این شرکت در سال‌های ۱۳۲۹ تا ۱۳۳۱ می‌شد. در آن سال‌ها هما سعی داشت از موقعیت استراتژیک ایران به عنوان نقطه‌ای میان شرق و غرب عالم به نحو احسن استفاده کرده و ایران را به مرکز ترانزیت بار و مسافر در جهان تبدیل کند.

### پس از انقلاب ۱۳۵۷

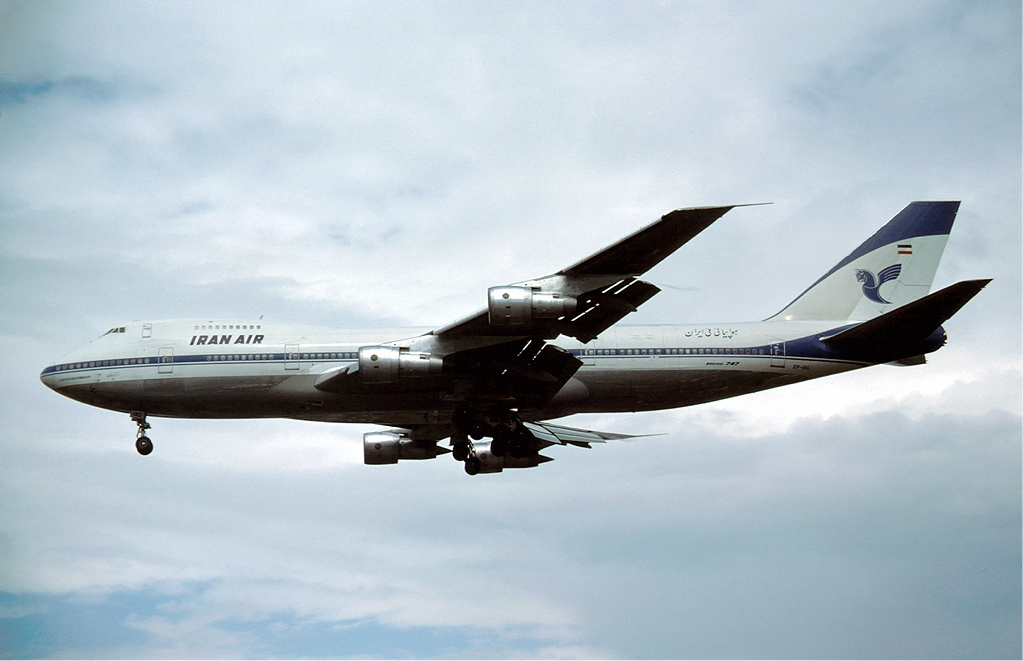
یک فروند بوئینگ ۷۴۷–۲۰۰ ایران ایر در حال فرود در فرودگاه هیثرو لندن در سال ۱۹۷۹ میلادی

پس از پیروزی انقلاب، با دگرگون شدن سیاست‌های حکمرانی، انجام برخی پروازهای بین‌المللی هما تغییر نمود و از ۷ اسفند ۱۳۵۷، تعدادی از آن‌ها نظیر تهران-تل آویو به کلی تعطیل شد. همچنین تهران به تنها مرکز انجام پروازهای بین‌المللی شرکت تبدیل شد و قرار شد که فرودگاه بین‌المللی شیراز تنها در موقع لزوم مورد استفاده قرار گیرد؛ بنابراین تمام فرودگاه‌های ایران به جز فرودگاه بین‌المللی مهرآباد، شبکه پروازهای بین‌المللی خود را از دست دادند.
با وقوع انقلاب ۱۳۵۷، ۳ فروند هواپیمای کنکورد سفارشی هما، هرگز به ناوگان هما وارد نشدند چراکه با دگرگون شدن سیاست‌های کشور، این قرارداد توسط دولت انقلابی فسخ شد.
در دهه ۱۳۶۰ با توجه به جنگ هشت ساله ایران و عراق و مشکلات ناشی از آن پیشرفت چندانی در هما صورت نگرفت. در این دوران اکثر پروازهای داخلی و بین‌المللی شرکت با لغو یا تأخیرهای مکرر روبرو می‌شد. در آن زمان همچنین تمام پروازهای شرکت به مقصد فرودگاه بین‌المللی آبادان تعطیل شد. این روند تا زمان برقراری آتش‌بس در سال ۱۳۶۶ ادامه یافت.
نام رسمی شرکت در سال ۱۳۵۹ به هواپیمایی جمهوری اسلامی ایران تغییر یافت. در این سال هما ۱,۷ میلیون مسافر را جابجا کرد.
با آغاز دهه ۱۳۷۰ هجری خورشیدی با وجود افزایش شدید تقاضا برای سفرهای هوایی، به دلیل تحریم‌های اعمال شده علیه صنعت هوایی ایران از سوی آمریکا، هما تنها توانست که چند فروند هواپیمای کوچک فوکر ۱۰۰ را از شرکت سازنده هلندی آن خریداری کند.

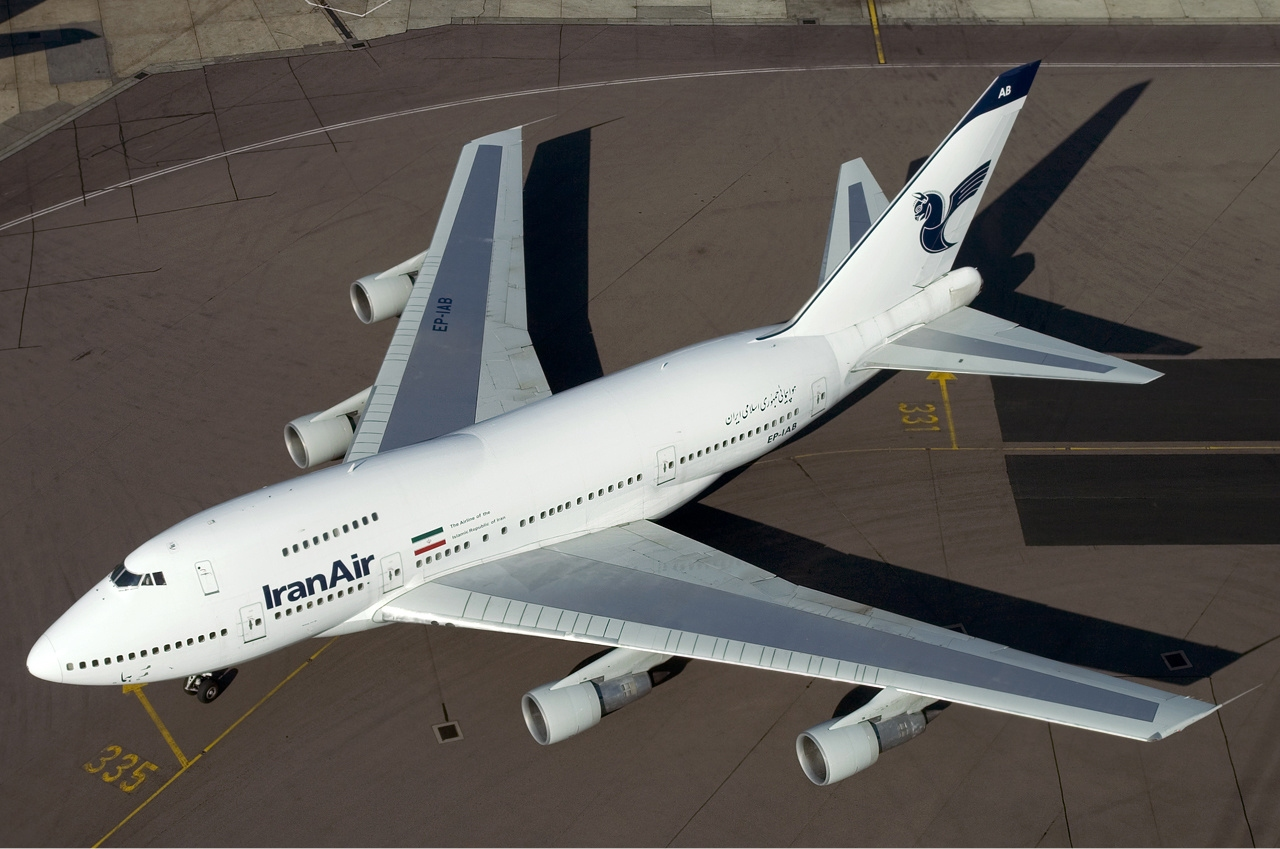
بوئینگ SP–۷۴۷ ایران ایر در فرودگاه هیترو لندن در سال ۲۰۰۷ میلادی.

از مهم‌ترین اتفاقات دیگر در این دهه برای هما می‌توان به راه‌اندازی شرکت‌های هواپیمایی خصوصی در ایران اشاره کرد. با توجه به سیاست‌های دولت ایران در زمان ریاست جمهوری اکبر هاشمی رفسنجانی شرکت‌های هواپیمایی مختلفی مانند هواپیمایی ماهان، هواپیمایی کاسپین و کیش ایر تأسیس شدند که به انحصار هما در پروازهای داخلی و خارجی پایان بخشیدند. در حال حاضر شرکت هواپیمایی در حال رشد ماهان را می‌توان مهم‌ترین رقیب داخلی هما ارزیابی کرد.
در سال‌های پایانی دهه ۱۹۹۰ با توجه به بهبود روابط جمهوری اسلامی ایران با اروپا در دوره ریاست جمهوری سید محمدخاتمی، هما توانست قرارداد خرید چند فروند هواپیمای مدرن ایرباس ای-۳۳۰-۲۰۰ را با شرکت اروپایی ایرباس نهایی کند، این قرارداد هم در سال ۲۰۰۱ با توجه به فشارهای ایالات متحده آمریکا لغو شد. در همان سال شرکت ۵ فروند ایرباس ای-۳۱۰–۲۰۰ و ۱ فروند ایرباس ای-۳۱۰–۳۰۰ را به صورت کارکرده از ترکیه خریداری کرد. از جدیدترین اقدامات هما می‌توان به خرید دو فروند ایرباس ای-۳۰۰–۶۰۰ کارکرده از شرکت المپیک ایر یونان اشاره کرد.

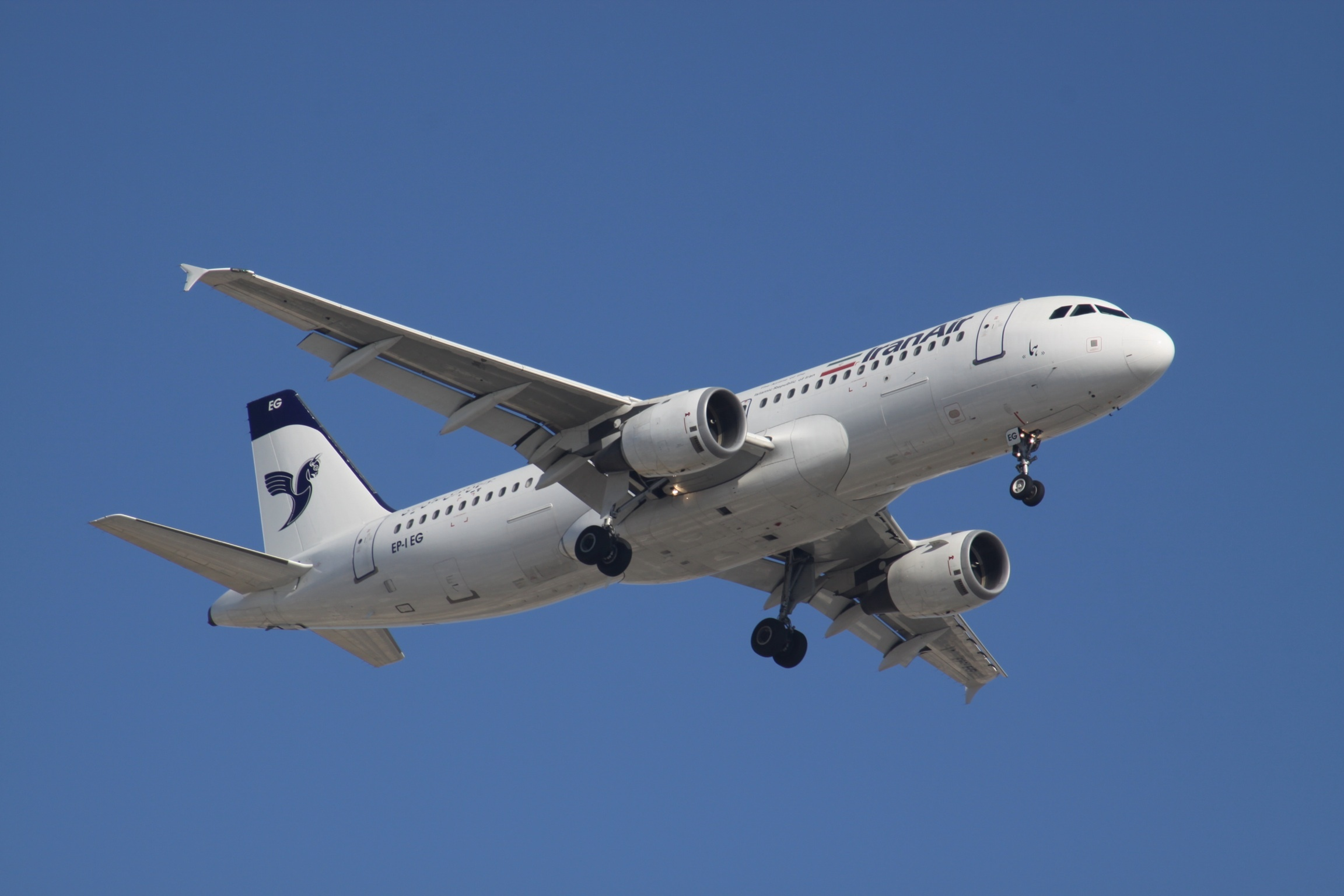
ایرباس۳۲۰ ایران ایر

تحریم‌های آمریکا علیه ایران که شامل ممنوعیت فروش هواپیما و قطعات آن می‌شود، مهم‌ترین مانع بر سر رشد هما به‌شمار می‌رود. امروزه به دلیل این تحریم‌ها، هما ناوگانی فرسوده و قدیمی دارد. این شرکت نه تنها جایگاه ممتاز جهانی خود در دهه ۱۳۵۰ را به کلی از دست داده بلکه با سرمایه‌گذاری برخی کشورهای حاشیه خلیج فارس مانند امارات متحده عربی، قطر و بحرین در صنعت هوایی خود، ایران ایر در خاورمیانه نیز به عنوان یک شرکت هواپیمایی درجه دو شناخته می‌شود.
بسیاری از پروازهای بین‌المللی هما به دلیل کمبودهای این شرکت متوقف شده و شبکه پروازی داخلی این شرکت نیز با وجود افزایش تقاضاها تغییر چندانی نکرده‌است. به دلیل عمر زیاد هواپیماهای این شرکت میزان تأخیر پروازهای آن نیز افزایش قابل ملاحظه‌ای یافته‌است. بسیاری از هواپیماهای هما به دلیل نقائص فنی جزئی بازنشسته شده‌اند چراکه شرکت قدرت تعمیر و تأمین قطعات یدکی آن‌ها را ندارد. نمونه این هواپیماها را می‌توان در فرودگاه مهرآباد دید. یک بوئینگ ۷۴۷ا‌س‌پی، این شرکت نیز بعد از شکستن ارابه فرود آن در سال ۲۰۰۴ در فرودگاه بین‌المللی پکن، بلا استفاده شده‌است. با این حال هما سعی دارد با اجاره یا خرید هواپیماهای کارکرده از کشورهایی مانند ترکیه یا خرید هواپیماهای روسی بخشی از کمبودهای خود را رفع کند. در ژوئن سال ۲۰۰۶ میلادی پنج کشور عضو دائم شورای امنیت سازمان ملل متحد به همراه آلمان، پیشنهادی به جمهوری اسلامی ایران ارائه دادند که براساس آن به ازای تعلیق فعالیت‌های هسته‌ای خود، امتیازاتی به ایران تعلق می‌گرفت از جمله این امتیازات لغو تحریم‌های هوایی علیه ایران بود که ایران پاسخ منفی داد.
سعید حسامی، مدیرعامل وقت هما در مصاحبه با روزنامه ابرار اقتصادی، پیرامون احتمال قطع پروازهای ایران ایر به اروپا بر اثر تحریم گفت: «اتحادیه اروپا تصمیم خود را گرفته‌است و به سرعت تلاش می‌کند تا زمینه را برای قطع پروازها فراهم کند».
در سال ۱۳۹۴، پس از اجرای توافق هسته‌ای و برداشته شدن تحریم‌ها، شرکت هواپیمایی ایران ایر توانست در ۲۸ ژانویه، قرار داد ۱۱۸ فروند هواپیما با ایرباس را امضا کند.

## خانوادهٔ هما

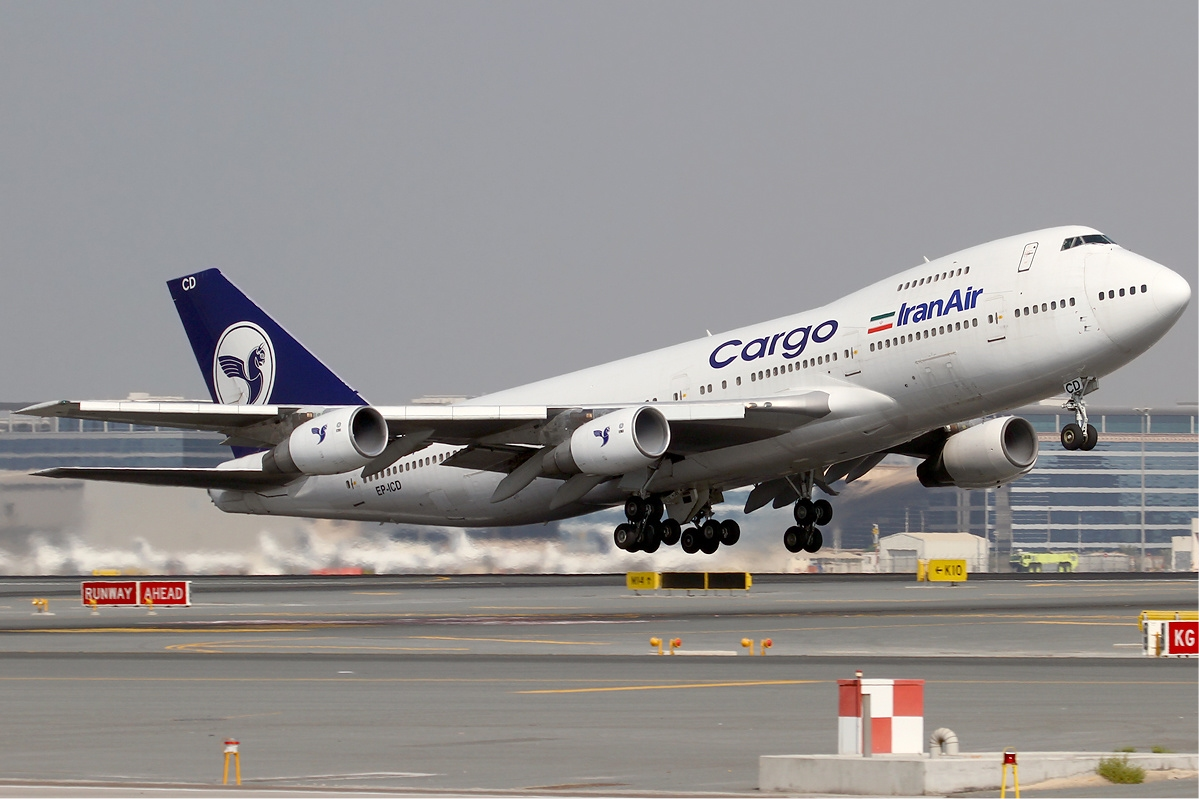
یک فروند بوئینگ ۲۰۰–۷۴۷ اف ایران ایر کارگو در حال برخاستن از فرودگاه دبی.

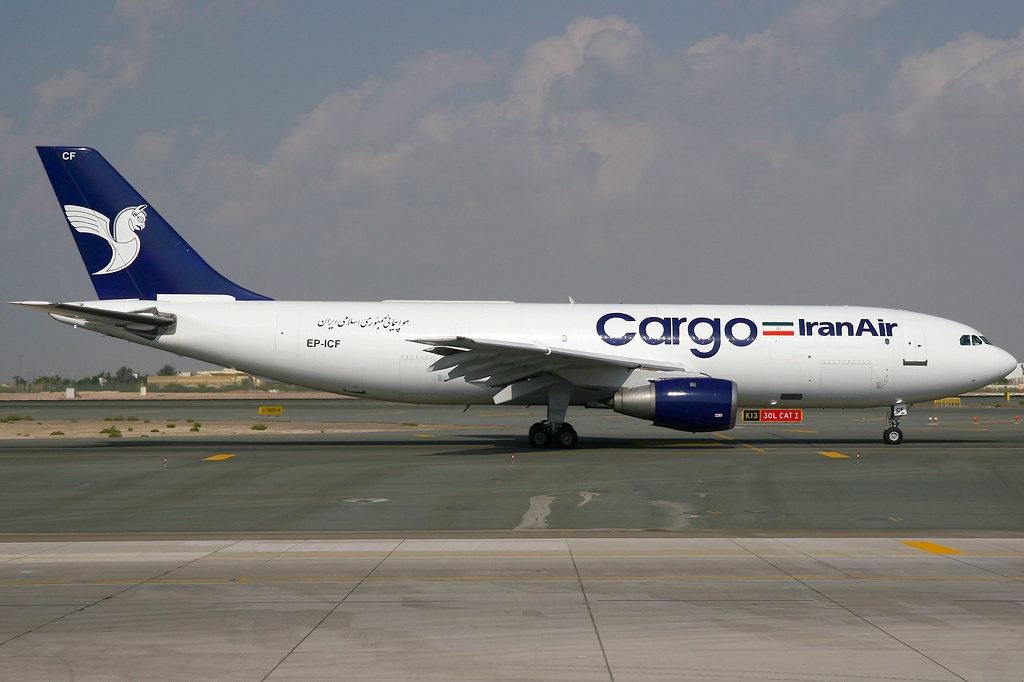
یک فروند ایرباس ای ۲۰۰–۳۰۰بی۴ اف ایران ایر کارگو.

خانواده هواپیمایی ملی ایران امروزه تنها شامل یک شرکت حمل و نقل هوایی بار با نام ایران ایر کارگو است در صورتی که در گذشته شرکت هواپیمایی ایران ایرتور و گروه هتل‌های هما نیز از شرکت‌های تابعهٔ ایران ایر و از خانواده هما به‌شمار می‌رفتند که هر دو به علت مشکلات مالی فروخته و واگذار شدند. گروه هتل‌های هما به سازمان تأمین اجتماعی و هواپیمایی ایران ایرتور به بخش خصوصی فروخته شدند.

### ایران ایر کارگو
ایران ایر کارگو که در حال حاضر تنها شرکت زیرمجموعهٔ ایران ایر محسوب می‌شود با ناوگانی متشکل از سه فروند هواپیما وظیفه حمل و نقل بار را برای هُما بر عهده دارد. از میان سه فروند هواپیمای ناوگان این شرکت که همگی فرسوده و دارای عمر بالایی هستند، هم‌اکنون تنها یک فروند بوئینگ ۷۴۷–۲۰۰اف فعال و عملیاتی هست و دو فروند دیگر که شامل دو ایرباس-ای۳۰۰ هستند در فرودگاه مهرآباد زمینگیر هستند.

### ایران ایرتور
هواپیمایی ایران ایرتور، یک شرکت خطوط هوایی است که قطب آن در فرودگاه بین‌المللی شهید هاشمی‌نژاد مشهد (MHD) قرار دارد. این شرکت با هدف افزایش مسیرهای پروازی ایران ایر در داخل کشور تأسیس شده‌بود ولی در سال ۱۳۹۴ به بخش خصوصی واگذار شد.

### گروه هتل‌های هما
گروه هتل‌های هما، یکی از شرکت‌های تابعهٔ ایران ایر بود که مالک چندین هتل در شهرهای بزرگ ایران بود. این هتل‌ها در تهران، شیراز، بندرعباس و مشهد (۲ هتل) قرار دارند. این ۵ هتل جمعاً دارای ۸۰۰ اتاق مجهز هستند که ساخت همگی آن‌ها به‌جز هتل هما ۲ مشهد، در پیش از سال ۱۳۵۷ صورت گرفته‌است. هتل ۲ مشهد در دههٔ ۱۳۷۰ هجری خورشیدی ساخته‌شد. در سال ۱۳۹۱، گروه هتل‌های هما به سازمان تأمین اجتماعی فروخته‌شد و اکنون از شرکت‌های تابعهٔ این سازمان است.

## مقصدهای پروازی
ایران ایر در حال حاضر به ۳۶ فرودگاه در ایران و ۱۹ فرودگاه اروپایی و آسیایی پرواز انجام می‌دهد.

### قرارداد نماد مشترک
ایران‌ایر با شرکت‌های هواپیمایی زیر قرارداد نماد مشترک دارد (ژانویهٔ ۲۰۱۷):
- آئروفلوت
- آستریا ایر
- هواپیمایی آذربایجان[۳۱]
- ترکیش ایرلاینز
- لوفت‌هانزا

### پروازهای حج
یکی از مهم‌ترین فعالیت‌های سالیانهٔ هما ، انتقال حجاج ایرانی به عربستان و بازگرداندن آن‌ها بوده‌است. این شرکت سالیانه و در کنار انجام پروازهای عادی و برنامه‌ای خود، به صورت چارتر، ده‌ها هزار زائر را در زمان حج از شهرهای مختلف ایران به عربستان منتقل می‌کرد. با این وجود به علت تعداد زیاد زائران و کمبود هواپیما در ناوگان ایران ایر همه ساله مشکلاتی را برای ایران ایر به وجود می‌آورد تا اینکه عربستان بعدها اعلام کرد که شرکت هواپیمایی ملی عربستان سعودی باید سهمی از پروازهای حج هر کشور داشته باشد که این باعث شد مشکلات هما تا حدودی مرتفع گردد. تا سال ۱۳۹۴، ۵۰ درصد پروازهای حج ایران توسط ایران ایر و ۵۰ درصد دیگر توسط هواپیمایی سعودی انجام می‌شد. در سال ۱۳۹۵ با بالا گرفتن تنش‌ها میان ایران و عربستان، پروازهای حج متوقف شد و هیچ‌کدام از دو شرکت پروازی به کشورهای یکدیگر انجام ندادند. در سال ۱۳۹۶ این پروازها از سر گرفته شد اما شرکت هواپیمایی سعودی حاضر به انجام تمام پروازهای خود به ایران نشد و این باعث شد که ۷۵ درصد حجاج از شهرهای مختلف ایران توسط ایران ایر به مدینه و جده انتقال یابند. ایران ایر در پروازهای حج ۱۳۹۶، برای تعدادی از پروازها از ایرباس‌های ای-۳۳۰ که بعد از برداشته شدن تحریم‌های صنعت هوایی ایران خریداری کرده بود، استفاده کرد. علاوه بر این، این شرکت برای عملیات بازگشت حجاج به ایران یک فروند بوئینگ بوئینگ ۷۴۷-۴۰۰ نیز اجاره کرد تا برای انجام پروازها دچار مشکلات جدی نشود.

## ناوگان

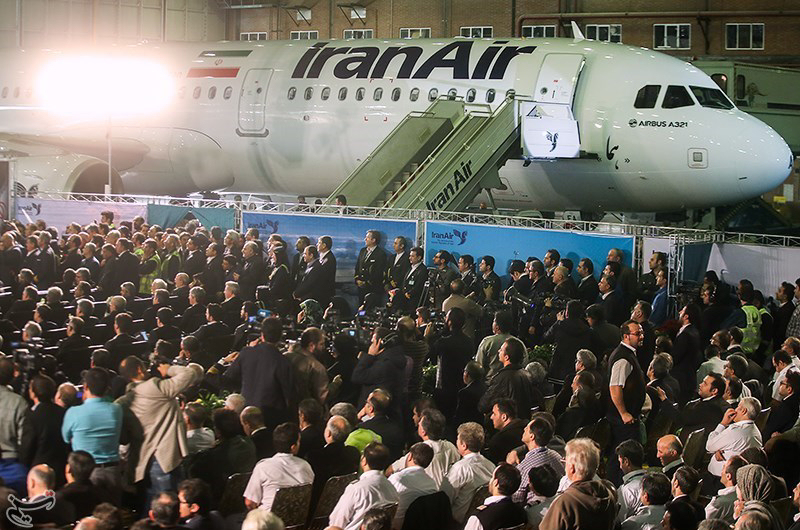
مراسم استقبال از نخستین هواپیمای تحویلی ایرباس ۳۲۱ به ایران ایر پس از برجام.

با توجه به تحریم‌های متعددی که صنایع مختلف ایران را در طی چهل سال گذشته مورد هدف قرار دادند، شرکت‌های هواپیمایی ایرانی از جمله شرکت‌های هواپیمایی محسوب می‌شوند که دارای فرسوده‌ترین و مسن‌ترین ناوگان هستند که ایران ایر نیز از این قاعده مستثنی نیست. میانگین سنی ناوگان این شرکت در حال حاضر به بیش از ۲۷ سال می‌رسد که از استانداردهای بین‌المللی بسیار بالاتر است.
در ۲۶ دی ۱۳۹۴ و به دنبال توافق هسته‌ای ایران با پنج کشور قدرتمند جهان، تحریم‌های صنعت هوایی ایران بعد از نزدیک به تقریبا چهل سال برداشته‌شد و این امکان تاریخی برای شرکت‌های هواپیمایی ایرانی فراهم شد تا ناوگان خود را بازسازی کنند و هواپیمای نو را به‌طور مستقیم از شرکت‌های بزرگ خریداری کنند.
در آذرماه سال ۱۳۹۵ و به دنبال سفر رئیس‌جمهور ایران به فرانسه و ایتالیا، قرارداد خرید ۱۰۰ فروند هواپیما در انواع مختلف به ارزش ۱۰ میلیارد دلار بین ایران ایر و ایرباس به امضا رسید. ایران ایر در همین سال و در قرارداد تاریخی دیگری که بزرگ‌ترین قرارداد تجاری میان ایران و آمریکا بعد از انقلاب محسوب می‌شد، سفارش ساخت ۸۰ فروند هواپیما را به بوئینگ داد و با این شرکت به توافق رسید. در سال ۲۰۱۸، مدیرعامل بوئینگ اعلام کرد نخستین بوئینگ شاید در سال ۲۰۱۹ تحویل ایران ایر داده شود.
در فوریه سال ۲۰۱۶، ایران ایر قرارداد ساخت ۲۰ فروند هواپیمای دیگر را از نوع ای‌تی‌آر ۷۲-۶۰۰ با شرکت فرانسوی-ایتالیایی ای‌تی‌آر با حق گزینش ۲۰ فروند دیگر به امضا رساند که اولین سری از این هواپیماها نیز با تحویل ۴ فروند در اردیبهشت ماه سال ۱۳۹۶ وارد ناوگان این شرکت شدند. در مهر ماه نیز ۲ فروند از این سری هواپیماها وارد کشور شد تا مجموع  ای‌تی‌آر‌های ۷۲-۶۰۰ به ۶ فروند و مجموع هواپیماهای تحویلی به ۹ فروند برسد. در دی ماه ۱۳۹۶ نیز ۲ فروند ای‌تی‌آر ۷۲-۶ در فرودگاه مهرآباد بر زمین نشستند تا مجموع هواپیماهای  ای‌تی‌آر‌ تحویل شده به این شرکت به عدد ۸ برسد. تحویل هواپیماهای جدید ایران ایر یک ماه بعد از امضای قرارداد و از دی ۱۳۹۵ (ژانویهٔ ۲۰۱۷ میلادی) با تحویل نخستین فروند از هواپیماهای ایرباس ای-۳۲۱-۲۰۰ توسط ایرباس آغاز شد. ایرباس همچنین در اسفند ۱۳۹۵ و فروردین ۱۳۹۶ (مارس ۲۰۱۷ میلادی) نیز دو فروند ایرباس ای ۳۳۰-۲۰۰ به ایران ایر تحویل داد. هواپیماهای تحویلی به ایران ایر به سفارش شرکت هواپیمایی اویانکا ساخته شده بودند اما به دلیل مشکلات مالی این شرکت تحویل داده نشده بودند و با امضای قرارداد ایران ایر با ایرباس، این هواپیماها بر اساس قرارداد به ایران ایر داده شدند. هر دو هواپیمای ایرباس ای ۳۳۰-۲۰۰ تحویلی به ایران ایر در هنگام ورود به ناوگان ایران ایر تنها پروازهایی آزمایشی جهت تعیین سلامت هواپیما را انجام داده بودند.

### ناوگان فعلی

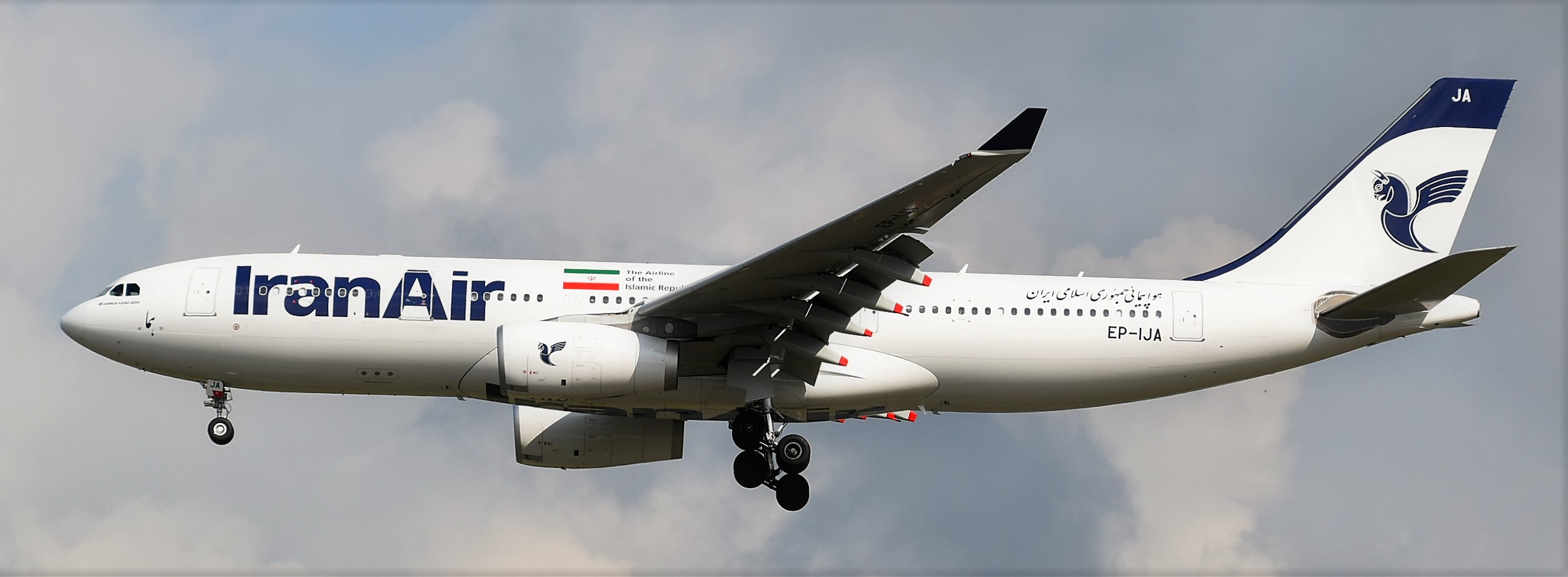
یک فروند ایرباس ای ۲۰۰–۳۳۰ ایران ایر.

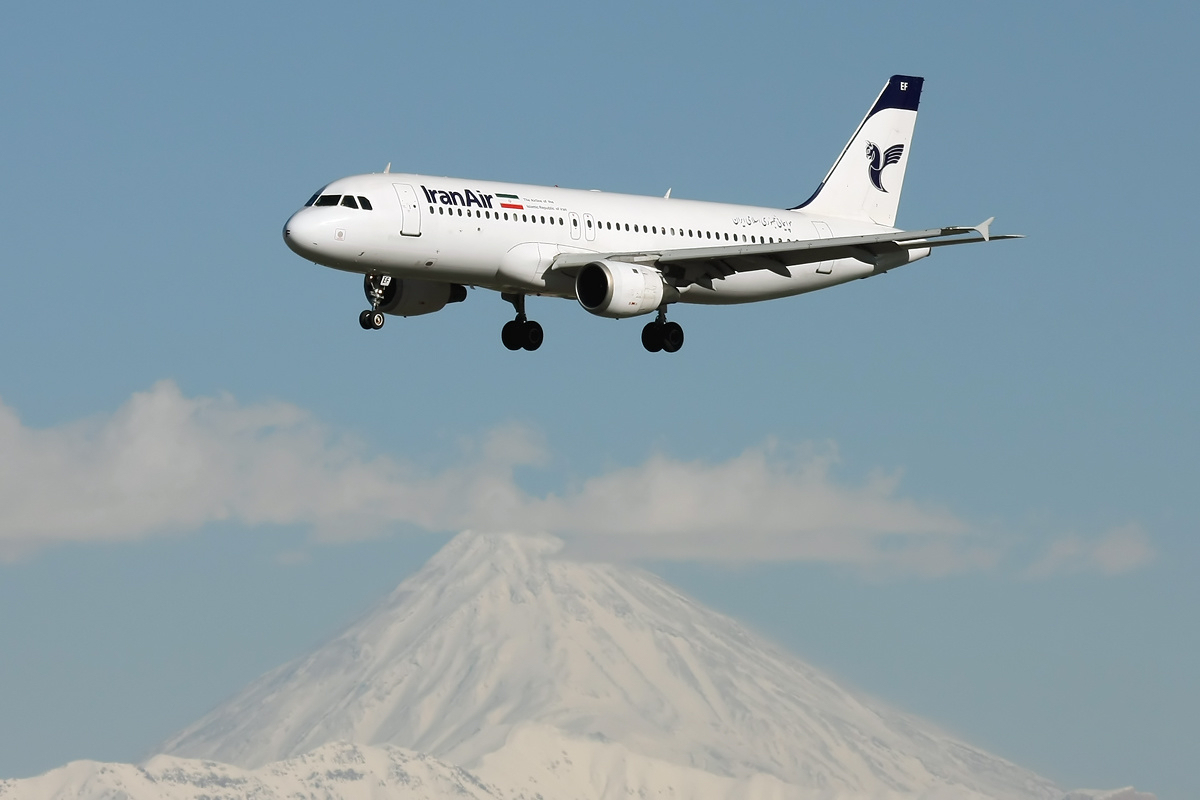
یک فروند ایرباس ای ۲۰۰–۳۲۰ ایران ایر.

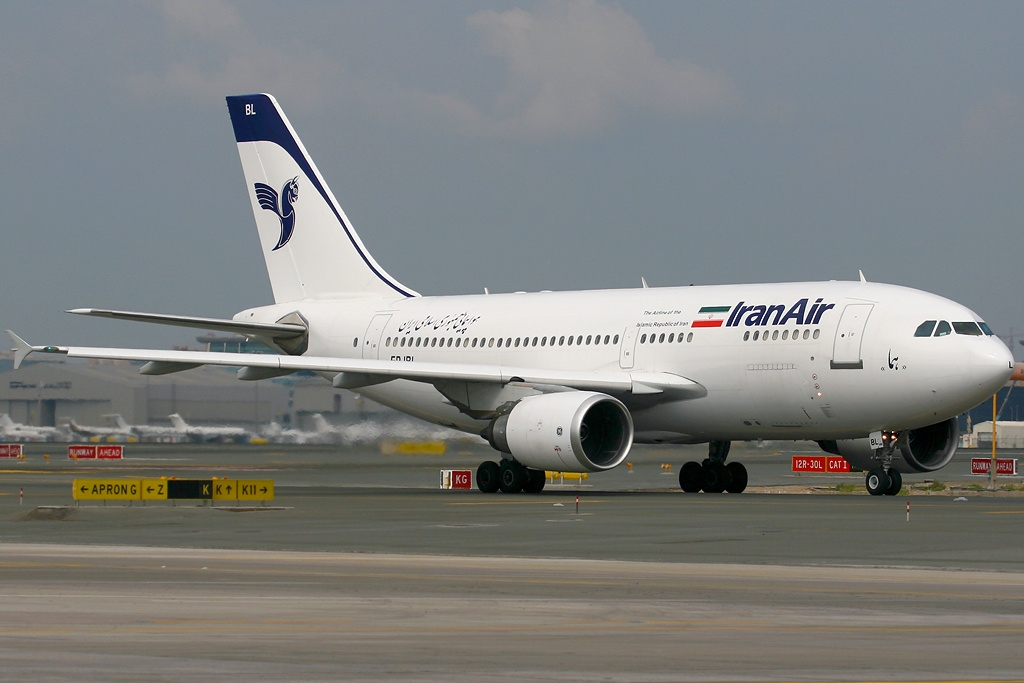
یک فروند ایرباس ۳۰۰–۳۱۰ ایران ایر.

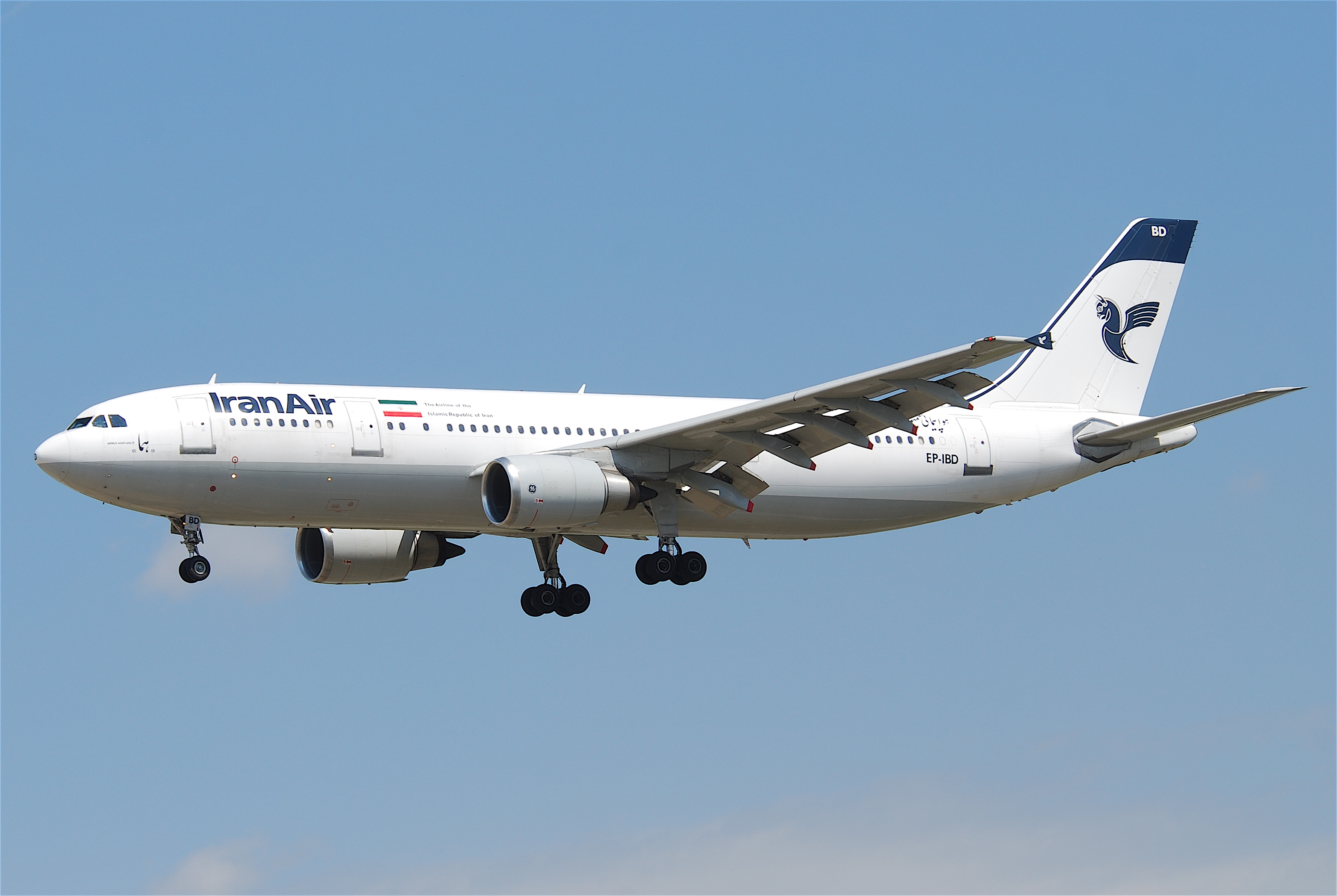
یک فروند ایریاس ای ۶۰۰–۳۰۰بی۴ آر ایران ایر درسال۲۰۱۱

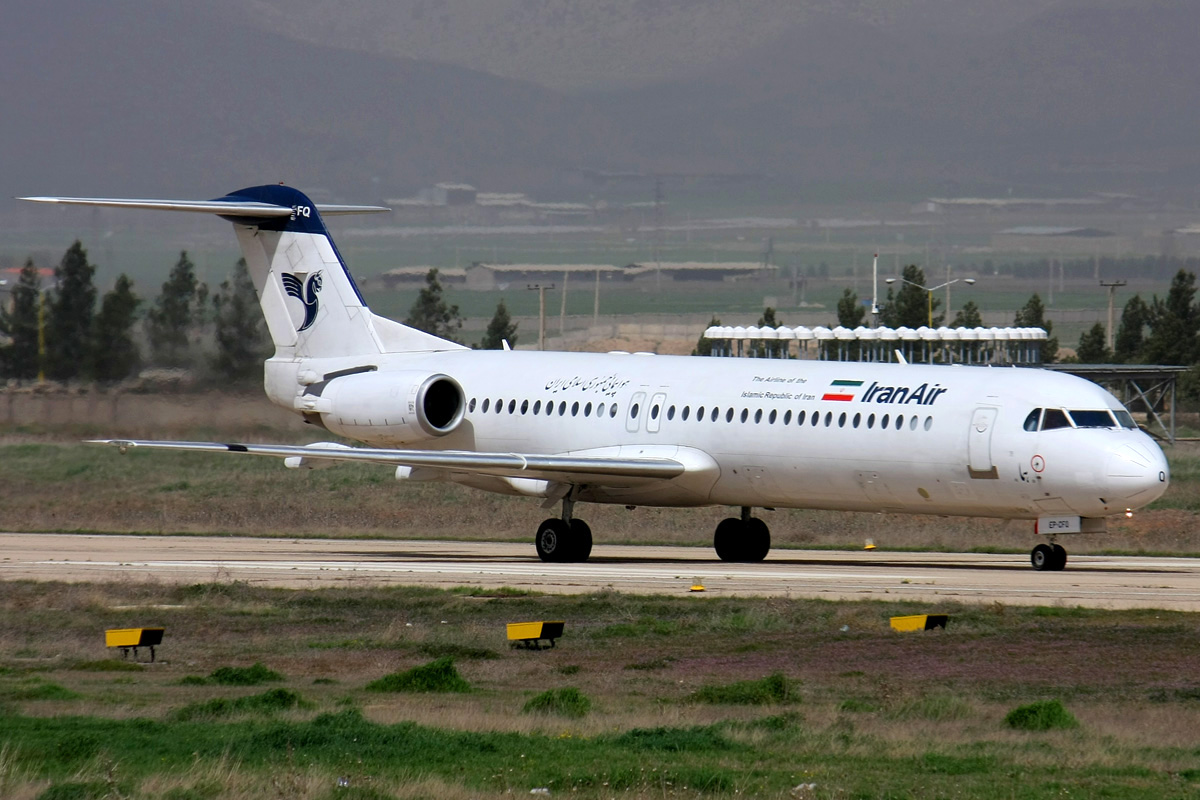
فوکر ۱۰۰ ایران ایر در فرودگاه خرم‌آباد

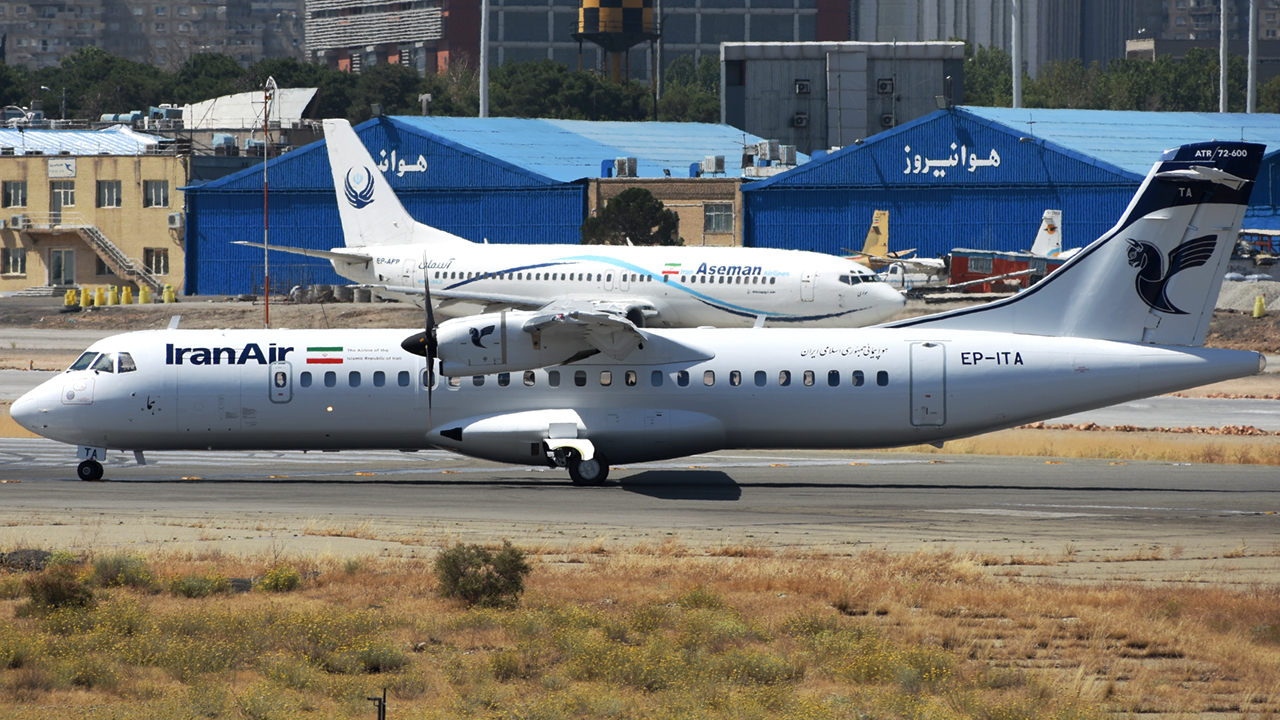
هواپیمای ای‌تی‌آر ۷۲ شرکت هواپیمایی هما

ناوگان ایران ایر در سال ۱۴۰۳ به شرح زیر است:
| هواپیما          | تعداد | سفارش ها | ظرفیت صندلی | توضیحات |
| ---------------- | ----- | -------- | ----------- | --- |
| ایرباس ای۳۰۰–۶۰۰ | ۴     |          | ۳۶۱         | ۱ فروند زمین گیر(EP-IBB) |
| بویینگ ۷۴۷–۲۰۰سی | ۱     |          | باری        | برای جابه‌جایی بار _ بدون صندلی(EP-ICD)                                                                                      |
| ایرباس ای۳۲۰-۲۰۰ | ۵     |          | ۱۸۰         | ۱ فروند فعال |
| ایرباس ای۳۱۹–۱۰۰ | ۳     |          | ۱۶۷         | ۲ فروند فعال |
| ایرباس ای۳۱۰–۳۰۰ | ۲     |          | ۲۸۰         | ۱ فروند فعال |
| ایرباس ای۳۳۰–۲۰۰ | ۴     |          | ۲۳۸         | به صورت نو خریداری شده ؛ دو فروند هم به صورت دسته دوم از چین خریداری شد- فعال مورد استفاده در پروازهای خارجی و حج ایران ایر |
| ایرباس ای۳۲۱-۲۰۰ | ۱     |          | ۲۳۰         | به صورت نو خریداری شده - غیر فعال(مشکل در پایلون موتور) و در حال فرسایش در گوشه مهرآباد                                     |
| فوکر ۱۰۰         | ۳     |          | ۱۰۴         | برای پروازهای داخلی مورد استفاده قرار می‌گیرد                                                                                |
| ای تی آر۷۲–۶۰۰   | ۱۳    |          | ۶۸          | به صورت نو خریداری شده - ۱۲ فروند از ۱۳ فروند زمینگیر                                                                       |
| هسا سیمرغ        |       | ۲        | باری        | برای جابه‌جایی بار - بدون صندلی                                                                                              |
| تعداد کل         | ۳۵    | ۲        | —           | — |

### ناوگان قبلی

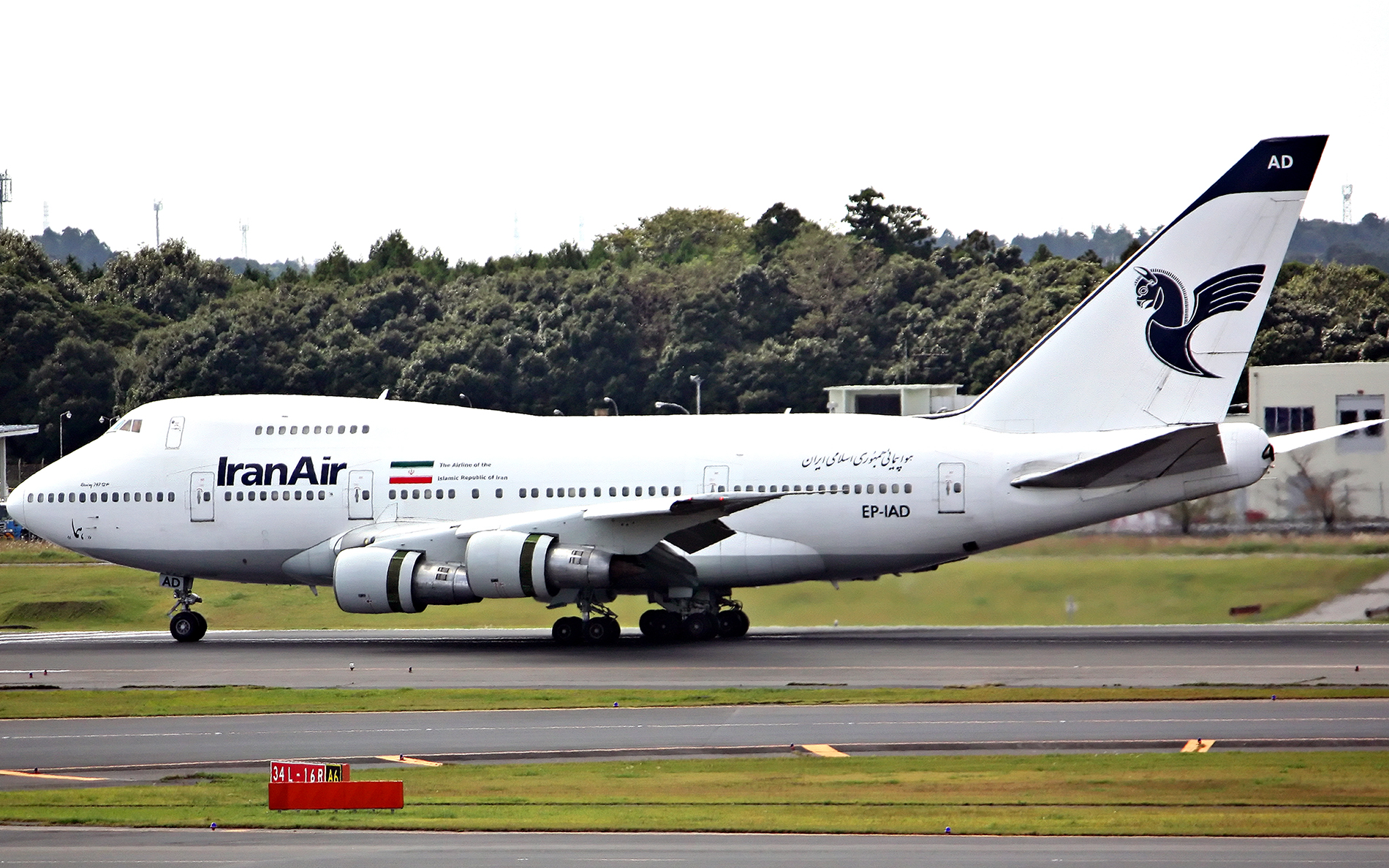
یک فروند بوئینگ ۷۴۷اس‌پی ایران ایر.

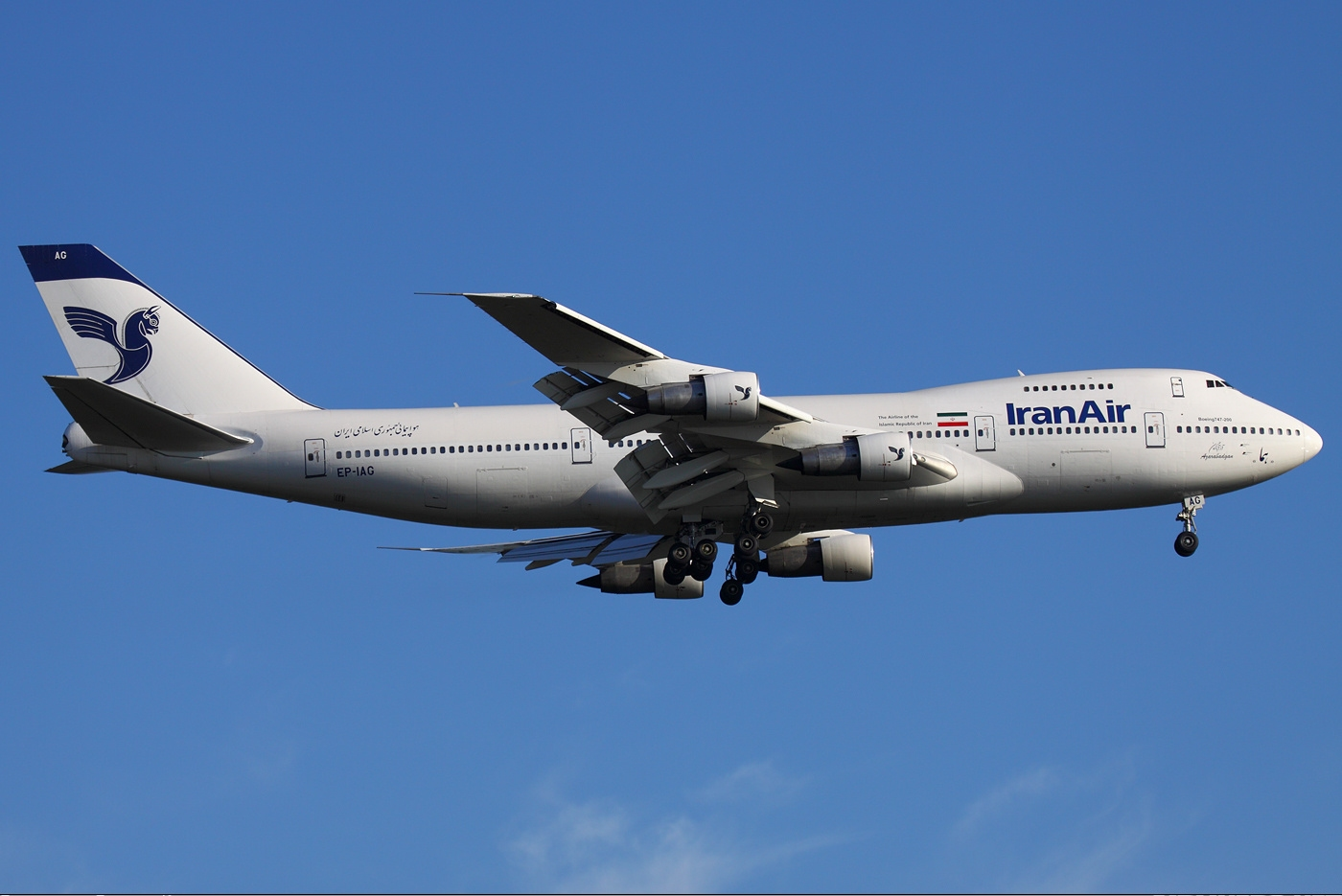
مدل ۲۰۰–۷۴۷ متعلق به هواپیمایی ملی ایران (هما)

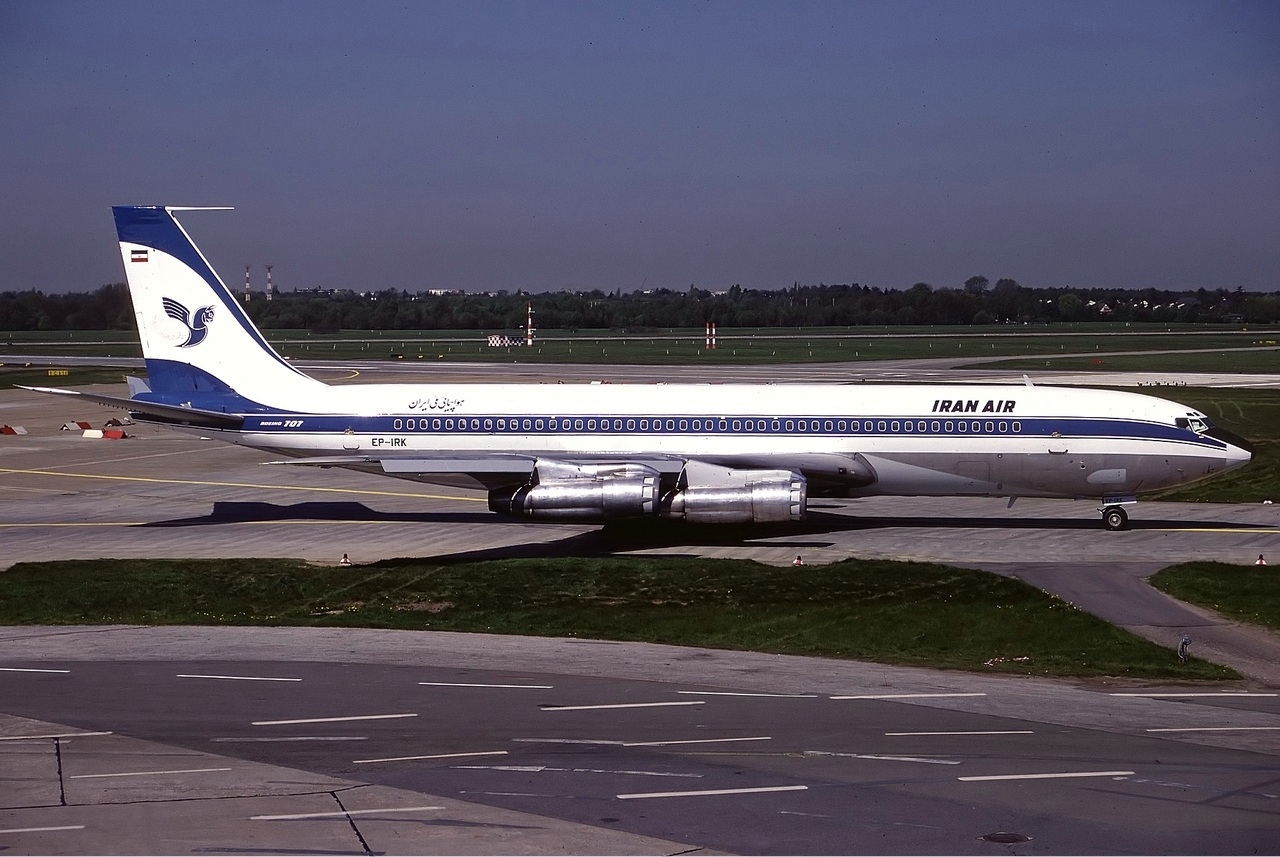
یک فروند بوئینگ ۳۰۰–۷۰۷ ایران ایر.

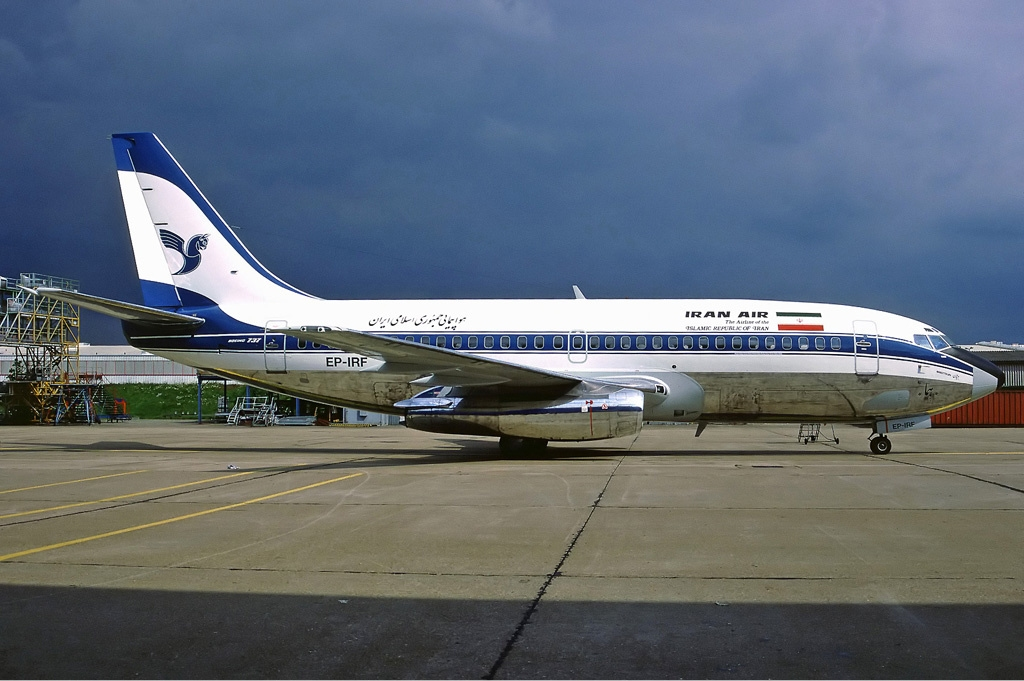
یک فروند بوئینگ ۲۰۰–۷۳۷ ایران ایر.

ایران ایر پیش‌تر از ناوگان زیر استفاده می‌کرد:
| هواپیما                 | بازنشستگی       | توضیحات |
| ----------------------- | --------------- | --- |
| ایرباس ای۳۱۰-۲۰۰        | ۲۰۱۰            | |
| ایرباس ای۳۴۰-۲۰۰        | اکتبر ۲۰۰۷      | اجاره از شرکت هواپیمایی کونویاسا |
| بوئینگ ۷۰۷-۳۰۰          | حدود ۲۰۰۰       | |
| بوئینگ ۷۲۷-۱۰۰          | ۲۰۰۶            | |
| بوئینگ ۷۲۷-۲۰۰ پیشرفته  | ۲۰۱۲            | |
| بوئینگ ۷۳۷-۲۰۰          | پیش از ۲۰۰۴     | |
| بوئینگ ۷۴۷-۱۰۰بی        | ژانویه ۲۰۱۴     | پنج فروند به پان امریکن ورلد ایرویز و کارگولوکس اجاره داده شده بود ایران ایر اولین اپراتور این مدل بود و آخرین شرکتی بود که این مدل را از سرویس خارج کرد |
| بوئینگ ۷۴۷-۲۰۰اف        | ۲۰۰۴            | EP-ICC در نمایشگاه هوایی تهران زمین گیر شد |
| ایرباس ای۳۰۰بی۴-۲۰۰اف   | ۲۰۱۴            | |
| بوئینگ ۷۴۷-۲۰۰ام        | مه ۲۰۱۶         | اجاره از شرکت هواپیمایی کابو ایر |
| بویینگ ۷۴۷-۴۰۰          | ۲۶ سپتامبر ۲۰۱۷ | اجاره شده از هواپیمایی کابو ایر جهت انجام پروازهای حج تمتع ۱۳۹۶                                                                                          |
| بوئینگ ۷۴۷اس‌پی          | ۱۱ ژوئن ۲۰۱۶    | ایران ایر آخرین کاربر این مدل در پروازهای مسافربری بود                                                                                                   |
| ام‌دی۸۲                  | ۲۰۲۱            | اجاره شده از هواپیمایی چابهار |
| ایرباس ای۳۰۰بی۲         | ۲۰۲۱            | ایران ایر آخرین کاربر این مدل در پروازهای مسافربری در جهان بود                                                                                           |
| ایرباس ای۳۰۰بی۴–۲۰۰     | ۱۷ آگوست ۲۰۲۵   | ایران ایر آخرین کاربر این مدل در پروازهای مسافربری در جهان بود                                                                                           |
| فوکر ۲۷ فرندشیپ         | ۱۹۷۷            | اجاره شده از نیروی هوایی ایران |
| فوکر ۲۸ فلوشیپ          | اکتبر ۱۹۷۱      | اجاره شده از فوکر |
| کانویر ۲۴۰              | دههٔ ۱۹۶۰        | |
| داگلاس دی‌سی-۳           | ۱۹۷۲            | |
| داگلاس دی‌سی-۴           | دههٔ ۱۹۶۰        | |
| داگلاس دی‌سی-۶           | ۱۹۷۲            | |
| داگلاس دی‌سی-۷           | ?               | |
| داگلاس دی‌سی-۸           | ۱۹۷۷            | اجاره شده از مارتین ایر |
| مک دانل داگلاس دی‌سی-۹   | ۱۹۷۶            | اجاره شده از مارتین ایر |
| لاکهید ال ۷۴۹ کانستلیشن | ?               | |
| ویکرز ویسکونت           | دههٔ ۱۹۶۰        | |

## آرم و رنگ‌آمیزی

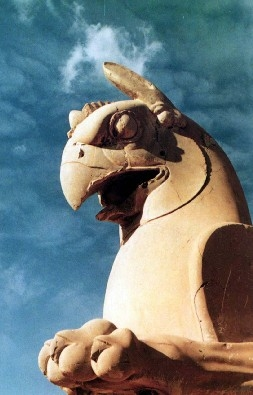
مجسمه شیردال در تخت جمشید، منبع الهام لوگوی ایران ایر است.

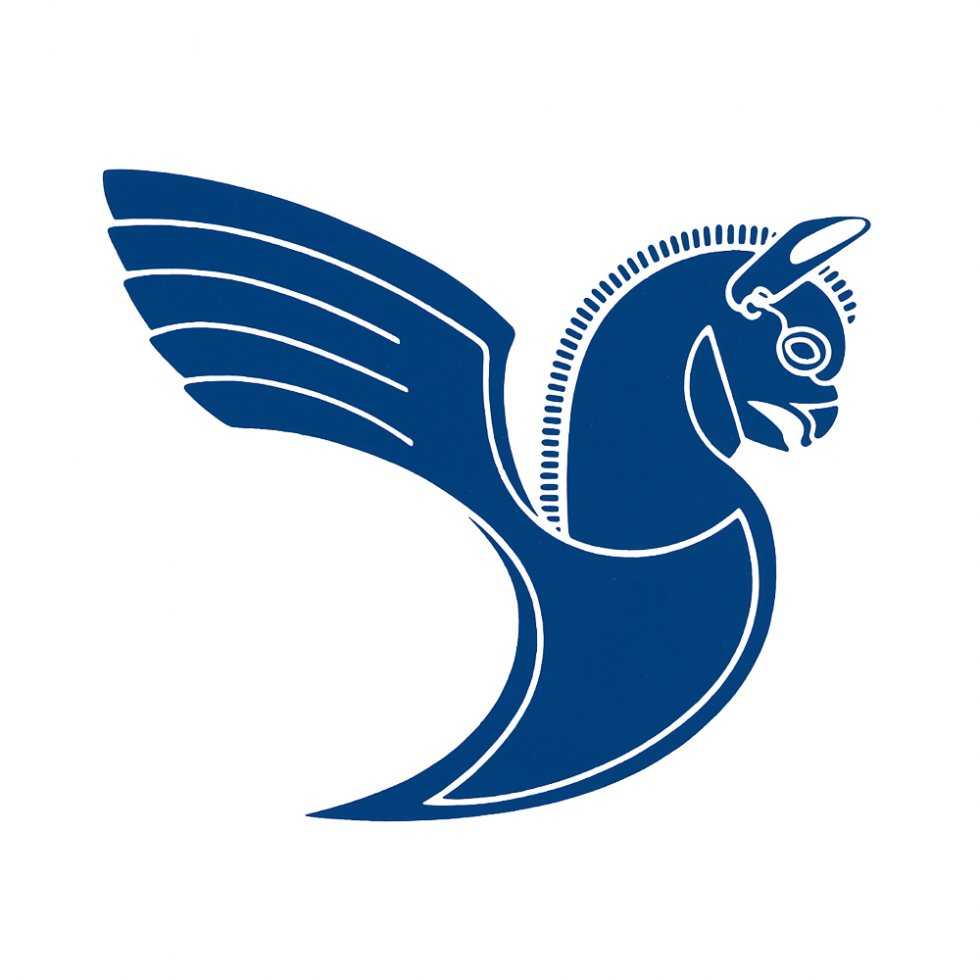
لوگوی هواپیمایی ملی ایران (هما) که ادوارد زهرابیان آن را طراحی نمود.

طراحی آرم و لوگوی شرکت هواپیمایی ملی ایران در پاییز ۱۳۴۰ و توسط ادوارد زهرابیان انجام شد. این طراحی بر گرفته از سرستون شیردال در تخت جمشید که دارای سه خصلت متفاوت از سر عقاب، گوش‌های گاو و یال‌های اسب است، بود. آژانس خبری حمل و نقل هوایی (Skift) در یک گزارش در سال ۲۰۱۳، ۳۰ لوگوی برتر شرکت‌های هوایی دنیا را معرفی کرد که در این بین، لوگوی هواپیمایی ملی ایران یا هما به دلیل جذابیت، سادگی و رسا بودن پیام به عنوان برترین لوگوی شرکت‌های هواپیمایی جهان انتخاب شد.
رنگ آمیزی هواپیماهای هما نیز به گونه‌ای است که بدنه هواپیماها کاملاً سفید است و کلمه ایران ایر به رنگ آبی پررنگ بر روی قسمت جلویی هواپیما نوشته شده‌است. نشان هما هم به رنگ آبی پررنگ بر روی دم هواپیما نقش بسته‌است و خطی با همین رنگ در بالای آن قرار دارد. رنگ آمیزی هواپیماهای هما توسط یک شرکت آلمانی تهیه شده‌است.
برند ایران‌ایر در سال ۱۳۹۲ در دهمین جشنواره ملی قهرمانان صنعت ایران به عنوان یکی از ۱۰۰ برند برتر ایران شناخته شد.

## سوانح و حوادث
در مجموع تا ماه نوامبر سال ۲۰۱۷، ۲۵ سانحه هوایی برای ایران ایر ثبت شده که تنها در ۱۲ حادثه تعداد ۵۴۸ مسافر جان خود را از دست دادند.

### حوادث منجر به مرگ
- در ۱۴ سپتامبر۱۹۵۰ (پنجشنبه، ۲۳ شهریور ۱۳۲۹)، یک فروند هواپیمای داگلاس دی سی ۳ با شماره هواپیما EA-AAG از مبدأ مهرآباد به مقصد عربستان و با ۹ سرنشین بلافاصله پس از بلند شدن از فرودگاه مهراباد سقوط کرد و همه سرنشینان جان باختند.
- در ۱ دسامبر ۱۹۵۰(جمعه، ۱۰ آذر ۱۳۲۹)، یک فروند هواپیمای داگلاس دی سی ۳ با شماره هواپیما EA-AAJ از مبدأ تبریز به مقصد مهرآباد و با ۸ سرنشین با کوه برخورد کرد، سقوط کرد و همه سرنشینان جان باختند.
- در ۲۵ دسامبر ۱۹۵۲ (پنجشنبه، ۴ دی ۱۳۳۱)، یک فروند هواپیمای داگلاس دی سی ۳ با شماره هواپیما EP-ACJ از مبدأ شیراز به مقصد مهرآباد و با ۲۵ سرنشین در نزدیکی تهران سقوط کرد، در اثر این حادثه ۲۴ نفر از ۲۵ سرنشین جان باختند.در ۲۱ ژانویه ۱۹۸۰ (دوشنبه، ۱ بهمن ۱۳۵۸)، یک فروند هواپیمای بویینگ ۷۲۷–۸۶ با شماره هواپیما EP-IRD از مبدأ مشهد به مقصد مهرآباد و با ۱۲۸ سرنشین در حالی که در آستانه فرود در فرودگاه مهرآباد تهران قرارداشت بر اثر گرفتار شدن در طوفان در فاصله ۲۹ کیلومتری در شمال تهران با ارتفاعات پوشیده از برف البرز برخورد کرد. در اثر این حادثه هر هشت خدمه و تمام ۱۲۰ مسافر پرواز جان سپردند.
- در ۱۵ اکتبر ۱۹۸۶(چهارشنبه، ۲۳ مهر ۱۳۶۵)، یک فروند بویینگ ۷۳۷–۲۰۰ با شماره هواپیمای EP-IRG که در حال آماده‌سازی برای پرواز بود در طی حمله هوایی عراق به فرودگاه شیراز دچار حادثه شد و ۳ نفر از مسافران که جهت فرار از هواپیما خارج شده بودند، جان باختند.
- در ۳ ژوئیه ۱۹۸۸ (یکشنبه، ۱۲ تیر ۱۳۶۷)، یک فروند هواپیمای  ایر باس ای-۳۰۰بی۲-۲۰۰ با شماره هواپیما EP-IBU از مبدأ بندرعباس به مقصد دبی با پرواز شماره ۶۵۵ هما و با ۲۹۰ سرنشین توسط ناو آمریکایی یواس‌اس وینسنس بر فراز خلیج فارس سرنگون شد. بر اثر این حادثه همه ۲۷۴ مسافر و ۱۶ خدمه پرواز جان باختند. مقامات نیروی دریایی آمریکا ادعا کردند که خدمه ناو، ایرباس پهن‌پیکر هما را با یک فروند هواپیمای جنگنده اف۱۴ نیروی هوایی ارتش جمهوری اسلامی ایران اشتباه گرفته‌اند.
- در ۹ ژوئن ۱۹۹۶ (یکشنبه، ۲۰ خرداد ۱۳۷۵)، یک فروند هواپیمای بویینگ ۷۲۷–۸۶ با شماره هواپیما EP-IRU در حال آموزش پرواز در حوالی رشت، پس از انجام ۱۵ بار مانور Touch-and-Go، فرود آمد و بر اثر آتش گرفتن در اثر این حادثه ۴ نفر از ۷ سرنشین جان باختند.
- در ۲ فوریه۲۰۰۰ (چهارشنبه، ۱۳ بهمن ۱۳۷۸)، یک فروند هواپیمای  ایر باس A300B2-200 با شماره هواپیما EP-IBR در مهرآباد با یک فروند هواپیمای لاکهید سی-۱۳۰ هرکولس متعلق به نیروی هوایی ایران که خلبان آن کنترل هواپیما را از دست داد، با هواپیمای ایرباس که توسط یک یدک‌کش کشیده می‌شد برخورد کرد. در اثر این حادثه ۸ سرنشین هواپیمای هرکولس جان باختند.
- در ۹ ژانویه ۲۰۱۱ (یکشنبه، ۱۹ دی۱۳۸۹)، یک فروند هواپیمای بویینگ ۷۲۷–۲۸۶ با شماره هواپیما EP-IRP از مبدأ مهرآباد به مقصد ارومیه و با ۱۰۵ سرنشین در نزدیکی ارومیه در حال فرود در شرایط جوی بد با یک کوه برخورد کرد. در اثر این حادثه ۷۸ نفر از ۱۰۵ سرنشین جان باختند.

### حوادث بدون تلفات جانی
- در تاریخ ۲ ژانویه سال ۲۰۰۸ یک فروند هواپیمای فوکر ۱۰۰ هما با شناسه EP-IDB که با ۱۰۰ مسافر در صدد برخاستن از فرودگاه مهرآباد برای انجام یک پرواز داخلی به مقصد شیراز بود، پس از آتش گرفتن موتور و بال از باند خارج شد. در جریان این حادثه که زیر بارش سنگین برف رخ داد به هیچ‌کس آسیبی وارد نشد.[۴۳]
- در ۱۲ دی ۱۳۸۶، هواپیمای فوکر ۱۰۰ در ساعت ۷:۲۰ صبح در یک‌هوای برفی و به هنگام برخاستن از باند فرودگاه مهرآباد به شدت با زمین برخورد کرد و از باند فرودگاه خارج شد و به دنبال آن آتش‌سوزی در بخش‌هایی از هواپیما آغاز شد که تخلیه به موقع مسافران و خدمه پرواز مانع از وارد آمدن تلفات جانی گردید. این هواپیما به علت شدت خسارات وارده از رده پروازی خارج گشت.[۴۴]
- در ۳۰ دی ۱۳۸۷ پرواز ۴۹۸ ایران ایر مسیر اردبیل - تهران با فوکر۱۰۰، هنگام فرود در فرودگاه مهرآباد از باند فرودگاه خارج شد. در این سانحه به هیچ‌یک از مسافران آسیبی نرسید.[۴۵]
- در ۱۳ مهر ۱۳۸۸ پروازی از تهران به مدینه بعد از ۲۰ دقیقه پرواز به فرودگاه بین‌المللی مهرآباد برگشت. این برگشت به علّت منفجر شدن موتور سمت راست بود.
- در ۲۷ آبان ۱۳۸۸ پرواز ۲۲۰ ایران ایر مسیر اصفهان - تهران با فوکر۱۰۰، لحظات کوتاهی پس از برخاستن از فرودگاه شهید بهشتی اصفهان به علت نقص فنی تصمیم به بازگشت به فرودگاه گرفت. پس از فرود در فرودگاه به دلیل شکستگی ارابه فرود، هواپیما از باند خارج شد. در این سانحه به هیچ‌یک از مسافران آسیبی نرسید.[۴۶]
- در تاریخ سه شنبه ۲۶ مهر ۱۳۹۰ یک فروند هواپیمای بوئینگ ۷۲۷ ایران ایر در مسیر بازگشت از مسکو به تهران به دلیل نقص فنی در ارابه چرخ جلو وادار به فرود اضطراری در فرودگاه مهرآباد تهران شد. این حادثه به دلیل مهارت بالای خلبان هوشنگ شهبازی در فرود، هیچ آسیب جانی در پی نداشت.[۴۷][۴۸]
- در ۲۴ تیر ۱۳۹۱، پرواز ۳۵۰ تهران-کیش، پس از ۱۵ دقیقه پرواز دچار نقص فنی شد و به فرودگاه مهرآباد بازگشت.[۴۹]
- در ۲۱ مرداد ۱۳۹۳، پرواز تهران - بمبئی دقایقی پس از پرواز به علت نقص فنی بازگشته و در فرودگاه امام خمینی فرود اضطراری کرد.[۵۰]
- در ۲۷ مرداد ۱۳۹۳، پرواز تهران - بوشهر دقایقی پس از پرواز به علت نقص فنی در فرودگاه مهرآباد فرود اضطراری کرد.[۵۱]
- در ۱۱ دی ۱۳۹۳، در مسیر تهران - بندر چابهار دقایقی پرواز بر اثر نقص فنی در یکی از موتورها مجدداً به فرودگاه مهرآباد بازگشت.[۵۲]
- ۱۲ بهمن ۱۳۹۳، پرواز شماره ۳۴۱۳، که از تهران عازم بغداد بود در آسمان همدان متوجه آسیب فنی و آسیب دیدن بخشی از بال هواپیما شده و به فرودگاه امام خمینی بازگشت.[۵۳]
- در ۳ اسفند ۱۳۹۳، پرواز فوکر۱۰۰ در مسیر گرگان - تهران، پس از گذشت ۱۵ دقیقه از پرواز به علت نقص فنی مجبور به بازگشت به گرگان شد.[۵۴]
- در ۲۲ اسفند ۱۳۹۴، هواپیمای ایرباس آ-۳۰۰ ایران ایر در مسیر تهران - استکهلم دچار نقص فنی شد و در استانبول فرود اضطراری کرد.[۵۵]
- در ۷ خرداد ۱۳۹۵، پرواز تهران - نجف پس از تأخیری هفت ساعته عازم نجف شد اما به دلیل نقص فنی پیش از فرود مجدداً به تهران بازگشت.[۵۶]
- در ۹ تیر ۱۳۹۵ ، پرواز مشهد به بیرجند پس از تاخیر ۸ ساعته به سمت بیرجند حرکت کرد ، اما زمانی که هواپیما درحال تیک اف بود ، از پرواز انصراف داد و به پارکینگ برگشت . پس از تاخیر ۱۱ ساعته مسافران با هواپیمای فوکر ۱۰۰ هواپیمایی قشم ایر به بیرجند رفتند .
- در ۲ مرداد ۱۳۹۵، پرواز تهران - بیروت ۳۵ دقیقه بعد از آغاز پرواز به دلیل نقص فنی در بخش برق و قطع برق در بخش‌هایی از هواپیما از جمله بخش مسافران به فرودگاه امام برگشت.[۵۷]
- در ۱۸ مرداد ۱۳۹۵، پرواز ایرباس مسیر بوشهر - تهران به دلیل نقص فنی در موتور شماره ۲ در فرودگاه شهید بهشتی اصفهان به‌صورت اضطراری به زمین نشست.[۵۸]
- در ۲۴ مرداد ۱۳۹۵، چرخ دماغه هواپیمای فوکر ۱۰۰ مسیر تهران - بیرجند قبل از بلند شدن از باند شکسته شد. در این حادثه به کسی آسیبی نرسید[۵۹]
- در ۲۸ مهر ۱۳۹۵، پرواز فوکر ۱۰۰ این شرکت در مسیر تهران – بیرجند به علت نقص فنی و لرزش موتور در بین راه مجبور به بازگشت به مهرآباد شد.[۶۰][۶۱]
- در ۲۲ آبان ۱۳۹۵، هواپیمای ایرباس در مسیر تهران-نجف پس از بلند شدن از فرودگاه امام خمینی در ساعت ۱۱ صبح امروز به دلیل بروز نقص فنی در موتور، پس از گذشت نیم ساعت از پرواز دوباره به این فرودگاه برگشت و به زمین نشست.[۶۲]
- در ۶ اسفند ۱۳۹۵، هواپیمای ایرباس ۳۰۰–۶۰۰ هواپیمایی ایران ایر که از تهران عازم پاریس بود، بر فراز آسمان ترکیه دچار نقص فنی شد و به فرودگاه بین‌المللی امام خمینی بازگشت و به سلامت به زمین نشست.[۶۳]
- در ۶ خرداد ۱۳۹۶، پرواز شماره ۷۲۱ هواپیمایی ایران ایر در مسیر تهران - فرانکفورت، دقایقی پس از برخاستن به دلیل نقص فنی به فرودگاه امام بازگشت.[۶۴]
- در ۱۸ تیر ۱۳۹۶، خلبان هواپیمای ایرباس آ-۳۰۰–۶۰۰ ایران‌ایر با رجیستر EP-IBA، پس از برخاستن از باند فرودگاه امام، متوجه هشدار حریق موتور شماره دو این هواپیما شد و به فرودگاه امام بازگشت، حین فرود نیز چرخ‌های این هواپیما دچار حریق شد که بلافاصله مهار شد.[۶۵]
- در ۶ مرداد ۱۳۹۶، پرواز نجف- مشهد به دلیل نقص فنی مجبور به فرود اضطراری در فرودگاه امام خمینی تهران شد.[۶۶]
- در ۱۴ مرداد ۱۳۹۶، پرواز مشهد- گرگان که از نوع آ.ت. اِر-۷۲ بود و دچار نقص فنی شده بود، با اعلام خلبان و با آمادگی کامل عوامل و نیروهای امدادی فرودگاه گرگان، به سلامت به زمین نشست.[۶۷]
- در ۲۸ اسفند ۱۳۹۷، هواپیمای فوکر ۱۰۰ این شرکت (با کد رجیستر: EP-IDG) از مبدأ قشم عازم تهران بود، به دلیل باز نشدن ارابه فرود راست این هواپیما در باند فرودگاه مهرآباد دچار آتش‌سوزی شد. این هواپیما در هنگام حادثه ۲۴ مسافر داشت، این حادثه هیچ مصدومی نداشت.[۶۸]
- در ۱۲ بهمن ۱۳۹۸، یک فروند هواپیما ایرباس ۲۸۳ از تهران عازم کرمانشاه شده بود که به دلیل مشکلات جوی از باند فرودگاه خارج شد این حادثه تلفاتی نداشت و تمام ۱۰۲ مسافر این هواپیما در سلامت کامل به فرودگاه کرمانشاه منتقل شدند.
- در ۱۰ دی ۱۴۰۰، هواپیما بعد از بلند شدن از فرودگاه مهرآباد به مقصد مشهد، دچار افت فشار کابین می‌شود و در میانه راه به فرودگاه مبدأ بازمی‌گردد.

- در ۱۳ خرداد ۱۴۰۱، پرواز مشهد - اصفهان قبل از تیک آف به علت نقص فنی دچار حادثه شد و بر اثر آن ۴ سرنشین این پرواز مصدوم شدند.

## تحریم
تحریم‌های پی در پی صنعت هوایی و شرکت‌های هواپیمایی ایرانی از سوی آمریکا و اتحادیه اروپا، ایران ایر را به کلی از روزهای طلایی خود دور کرد و امکان نوسازی ناوگان و استفاده از ناوگانی مدرن را از این شرکت گرفت، در نتیجه ایران ایر مجبور بود از هواپیماهایی قدیمی خود که قبل از انقلاب تهیه کرده بود برای پروازهایش استفاده کند. در همین رابطه در سال ۲۰۱۰ اتحادیه اروپا پرواز هواپیماهای بوئینگ ۷۲۷، بوئینگ ۷۴۷ ایران ایر را به علت فرسودگی و نا امنی بر فراز اروپا ممنوع اعلام کرد و محدودیت‌هایی برای پروازهای ایران ایر به اروپا به وجود آورد. از جمله این محدودیت‌ها عدم ارائه خدمات فرودگاهی به هواپیماهای ایران ایر به خصوص سوخت‌گیری بود. به همین علت هواپیماهای ایران ایر که عازم غرب اروپا بودند یا باید به مقدار کافی برای رفت و برگشت سوخت همراه می‌داشتند یا در میان مسیر در یکی از کشورهای اروپای شرقی یا فرودگاهی که شامل تحریم‌ها نمی‌شد برای سوخت‌گیری توقف می‌کردند. دامنه فشارها به ایران ایر به جایی رسید که یاتا، انجمن بین‌المللی حمل و نقل هوایی، تمامی تسویه حساب‌های شرکت‌های هواپیمایی را با هواپیمایی جمهوری اسلامی ایران به حالت تعلیق درآورد.
محدودیت‌های مختلف ایران ایر برای پروازهای اروپایی تا سال ۲۰۱۲ ادامه داشت. در سال ۲۰۱۲ تحریم‌های ایران ایر مقداری کاهش یافت و اتحادیه اروپا به ایران ایر اجازه سوخت‌گیری در فرودگاه‌های شهرهای همچون لیوبلیانا، بوداپست، بلگراد و پراگ را داد. به عنوان مثال پروازهای هما به سوئد به گونه‌ای بود که هواپیماهای این شرکت مجبور بودند در مسیر برگشت به تهران در فرودگاه پراگ توقف کرده و سوخت‌گیری کنند. این تحریم‌ها و توقف‌ها برای سوخت‌گیری ایران ایر را با ضررهای هنگفتی مواجه کرد و باعث شد تعدادهای پروازهای این شرکت به اروپا کاهش یابد اما به جز پروازهای ژنو پروازهای ایران ایر به هیچ‌کدام از شهرهای اروپایی قطع نشد.
با آغاز اجرای برجام توسط ایران و کشورهای طرف قرارداد در سال ۲۰۱۶ بخش زیادی از تحریم‌های صنعت هوایی ایران لغو شد. این مورد باعث شد که سوخت‌گیری هواپیماهای هما در بیشتر مقاصد اروپایی از سر گرفته شود و ایران ایر امکان این را داشته باشد تا با خرید هواپیماهای نو پروازهای خود به اروپا با کیفیت بهتری انجام دهد این هواپیما ها شامل ایرباس ۳۸۰_۳۵۰_۳۳۰_۳۲۱و بوئینگ ۷۷۷_۷۸۷ بود که با خروج ایلات متحده آمریکا از برجام لغو شد و فقط ۲ مدل ایرباس به ایران ایر تحویل داده شد. هم‌اکنون بیشتر پروازهای ایران ایر به اروپا توسط ایرباس‌های ای ۳۲۱ و ۳۳۰ خریداری شده بعد از برجام انجام می‌ شد که پس از تحریم های اتحادیه اروپا در سال ۲۰۲۴ لغو شد.

### تحریم‌های آمریکا، بریتانیا، فرانسه و آلمان در سال ۲۰۲۴
در ۲۰ شهریور ماه ۱۴۰۳ (۱۰ سپتامبر ۲۰۲۴)، آمریکا، بریتانیا، آلمان و فرانسه شرکت هواپیمایی ملی ایران یا ایران ایر را در واکنش به ادعاهای مرتبط با ارسال موشک‌های بالستیک ایرانی به روسیه تحریم کردند.
آنتونی بلینکن، وزیر امور خارجه آمریکا، روز سه‌شنبه در کنفرانس خبری مشترک با دیوید لمی، وزیر امور خارجه بریتانیا در لندن خبر از وضع تحریم جدید علیه تهران داد. او ضمن تایید گزارش‌های روزنامه‌هایی مانند نیویورک تایمز در مورد ارسال موشک‌های بالستیک ایرانی به روسیه برای استفاده در جنگ اوکراین، اعلام کرد که روسیه اکنون نیز محموله‌های این موشک‌های بالستیک را دریافت کرده و در جنگ علیه اوکراین از آن‌ها استفاده خواهد کرد.
وزارت امور خارجه آلمان به نمایندگی از تروئیکای اروپایی یعنی آلمان، فرانسه و بریتانیا، طی بیانیه‌ای در دهم سپتامبر اعلام کرد که ایران به ارسال موشک بالستیک به روسیه طی جنگ روسیه و اوکراین متهم بوده و شرکت هواپیمایی جمهوری اسلامی ایران را به همین دلیل تحریم می‌کنند.
در کنار خبر تحریم شرکت هواپیمایی ایران‌ایر، این دولت‌ها اعلام کردند که برای لغو قراردادهای دوجانبه خدمات هوایی با ایران، تعیین افراد و اشخاص مهم مرتبط با برنامه موشکی بالستیک ایران و انتقال موشک‌های بالستیک و سایر تسلیحات به روسیه، پیگیری‌های لازم را انجام خواهند داد. این موضوع نشان از محدودیت‌های جدید برای خدمات هوایی ایران دارد.
وزارت امور خارجه بریتانیا درباره تحریم ایران‌ایر به بی‌بی‌سی فارسی گفت: «براساس رویه‌های بین المللی،‌ برای خاتمه دادن به ترتیبات مربوط به خدمات هوایی باید زمانی برای کاهش خدمات تعیین شود، که یک دوره ۱۲ ماهه امری معمول است».
حسام قربانعلی سخنگوی ایران ایر در جمع خبرنگاران اظهار داشت: تا کنون گزارش رسمی از کشورهای فرانسه، انگلیس و آلمان به ایران‌ایر ارسال نشده است و پروازهای "هما" امروز و روزهای آینده نیز  طبق برنامه انجام می‌شوند. وی ادامه داد: درصورتی که تغییری در انجام  پروازهای "هما" به اروپا ایجاد شود حتماً به‌صورت رسمی اطلاع‌رسانی خواهیم کرد.

### تحریم‌های اتحادیه اروپا در سال ۲۰۲۴
اتحادیه اروپا در ۲۳ مهر ۱۴۰۳ (۱۴ اکتبر ۲۰۲۴)، تحریم‌های تازه‌ای را برای ۷ فرد و ۷ نهاد ایرانی، از جمله سه شرکت هواپیمایی ایران‌ایر، ماهان و ساها (سرویس اطلاعات و ارتباط هوایی ارتش) اعلام کرد. در همین حال، بریتانیا نیز ۷ فرد و ۲ نهاد ایرانی را به دلیل به خطر انداختن «امنیت اسرائیل» به فهرست تحریم‌های خود اضافه کرد. تحریم‌های جدید اتحادیه اروپا به دلیل ارسال پهپاد و موشک بالستیک ساخت ایران به روسیه در نظر گرفته شده‌اند.
در بیانیه اتحادیه اروپا دراین باره آمده است: «تحریم‌های امروز شامل افراد و نهادهایی می‌شوند که مسئول ساخت و انتقال پهپاد، موشک و فناوری‌های مرتبط به روسیه در حمایت از جنگ تجاوزکارانه با اوکراین و گروه‌ها و نهادهای مسلحی هستند که صلح و امنیت در خاورمیانه و دریای سرخ را تضعیف می‌کنند».
وزرای امور خارجه اروپا در نشست روز دوشنبه خود علاوه‌بر تحریم این سه شرکت هواپیمایی چندین مقام از جمله حمزه قلندری، معاون وزیر دفاع به همراه چندین نفر از فرماندهان ارشد نیروی قدس سپاه پاسداران، قرارگاه خاتم الانبیاء و سازمان‌های هوافضای ایران نیز در این فهرست تحریم‌ها قرار گرفته‌اند.
بهار سال گذشته شورای اروپا تاکید کرده بود که در صورت انتقال موشک‌های بالستیک و فن‌آوری‌های مرتبط از سوی ایران به روسیه برای استفاده علیه اوکراین، اتحادیه اروپا آماده است به سرعت پاسخ دهد و تحریم‌های جدید و قابل توجهی علیه تهران اعمال کند.
در بیانیه اتحادیه اروپا ادعا شده است که سه شرکت هواپیمایی ایران‌ایر، ماهان‌ایر و هواپیمایی ساها، موشک‌ها و پهپادهای ساخت ایران را به روسیه منتقل کرده‌اند. اتحادیه اروپا مدعی شد: «این تحریم ها هدفمند هستند و به دنبال بازدارندگی از سیاست ها و فعالیت‌های خاص ایران هستند. اتحادیه قصد ندارد به طور کلی ترافیک هوایی یا ارتباطات مردمی بین اتحادیه و ایران را مختل کند».
دبیر انجمن شرکت‌های هواپیمایی گفت: «تنها ایرلاینی که در کشورمان به اروپا پرواز داشت، شرکت هواپیمایی ایران ایر بود که با اعمال تحریم‌های جدید اتحادیه اروپا علیه ایران‌ایر، پس از این هیچ هواپیمای ایرانی به اروپا پرواز نخواهد داشت».
سخنگوی سازمان هواپیمایی کشوری، جعفر یازرلو اظهار داشت: «پیرو تحریم ناقض مقررات و معاهدات بین‌المللی هوانوردی شرکت‌های هواپیمایی جمهوری اسلامی ایران (هما)، ماهان و ساها توسط شورای وزرای امور خارجه اتحادیه اروپا در روز دوشنبه (۱۴ اکتبر ۲۰۲۴)، شرکت هواپیمایی ایران‌ایر پروازهای مقاصد اروپایی خود را به دلیل اجتناب از تبعات ناشی از عدم صدور اجازه فرود در فرودگاه‌های کشورهای اروپایی و همچنین جلوگیری از سرگردانی مسافران در فرودگاه‌های داخل و خارج از کشور، ابطال کرد».

## نگارخانه

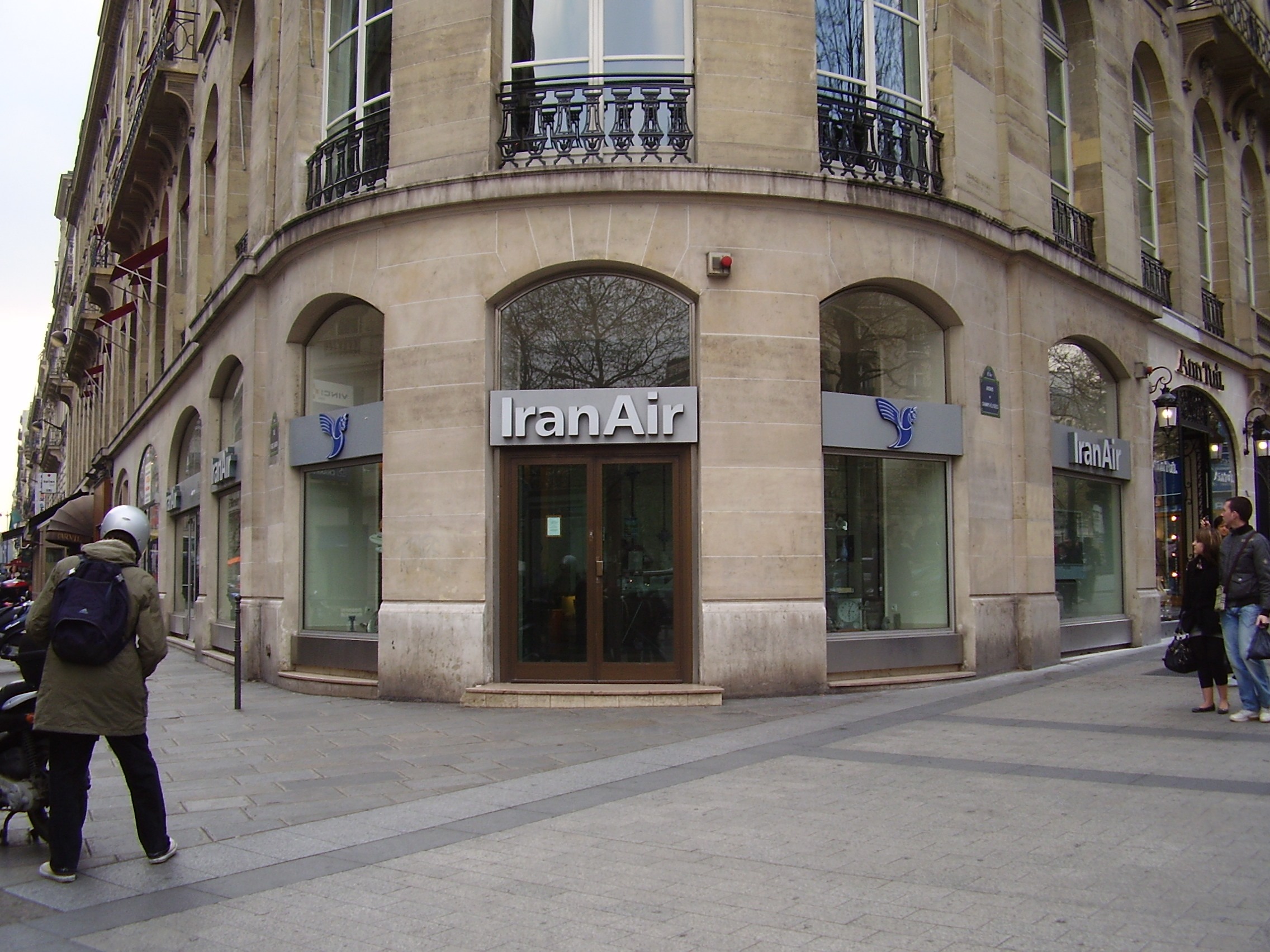
دفتر شرکت هواپیمایی ایران‌ایر در خیابان شانزلیزه پاریس
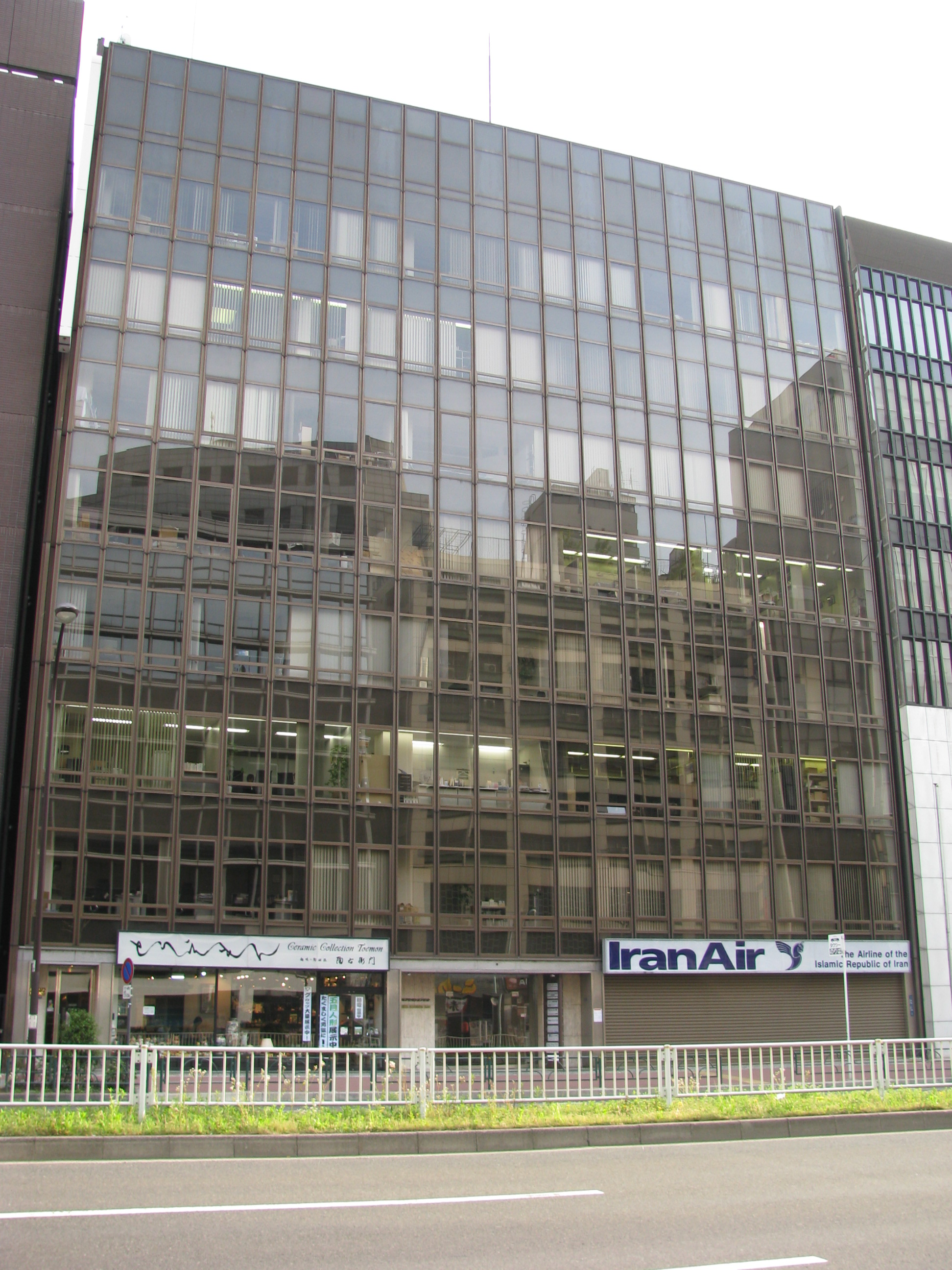
دفتر ایران‌ایر در توکیو
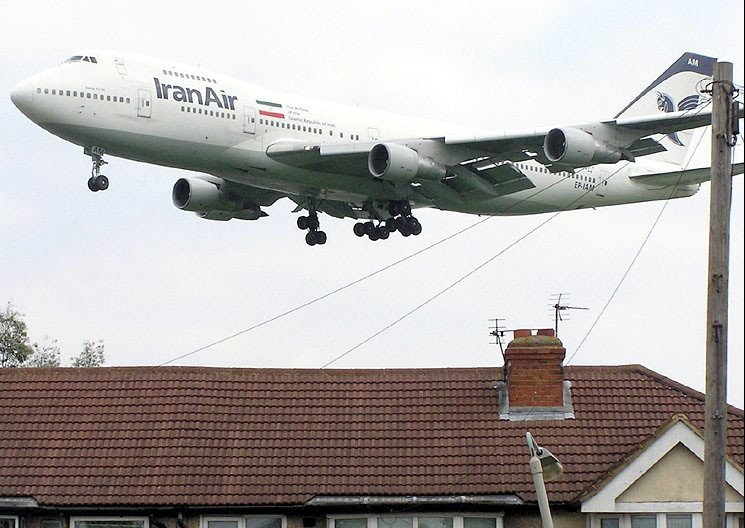
بوئینگ ۷۴۷-۱۰۰ ایران ایر برفراز فرودگاه هیترو لندن
فوکر ۱۰۰ ایران ایر در فرودگاه بین‌المللی شهید قاسم سلیمانی اهواز
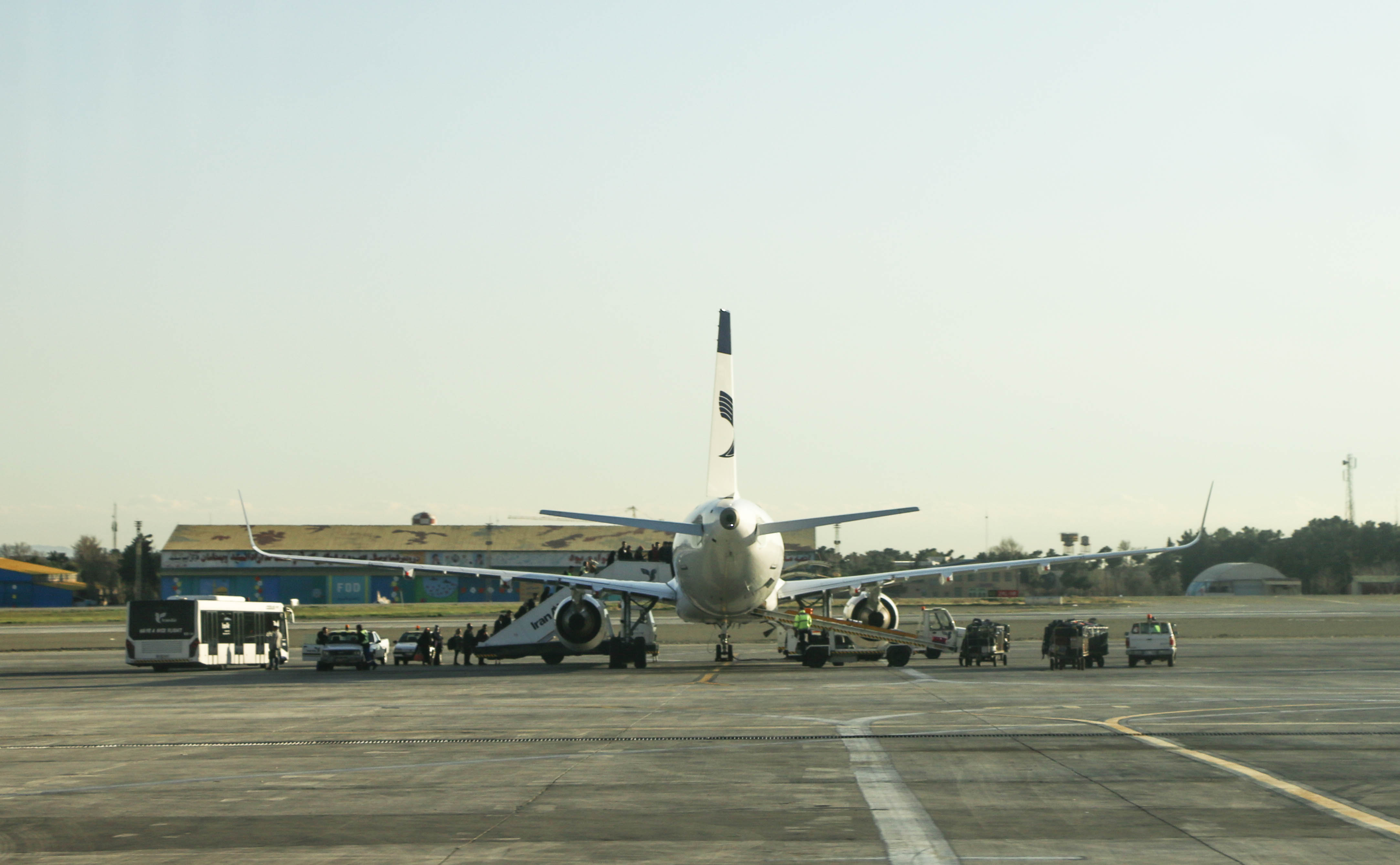
هواپیمای ایرباس ای-۳۲۱ ایران‌ایر در فرودگاه مهرآباد
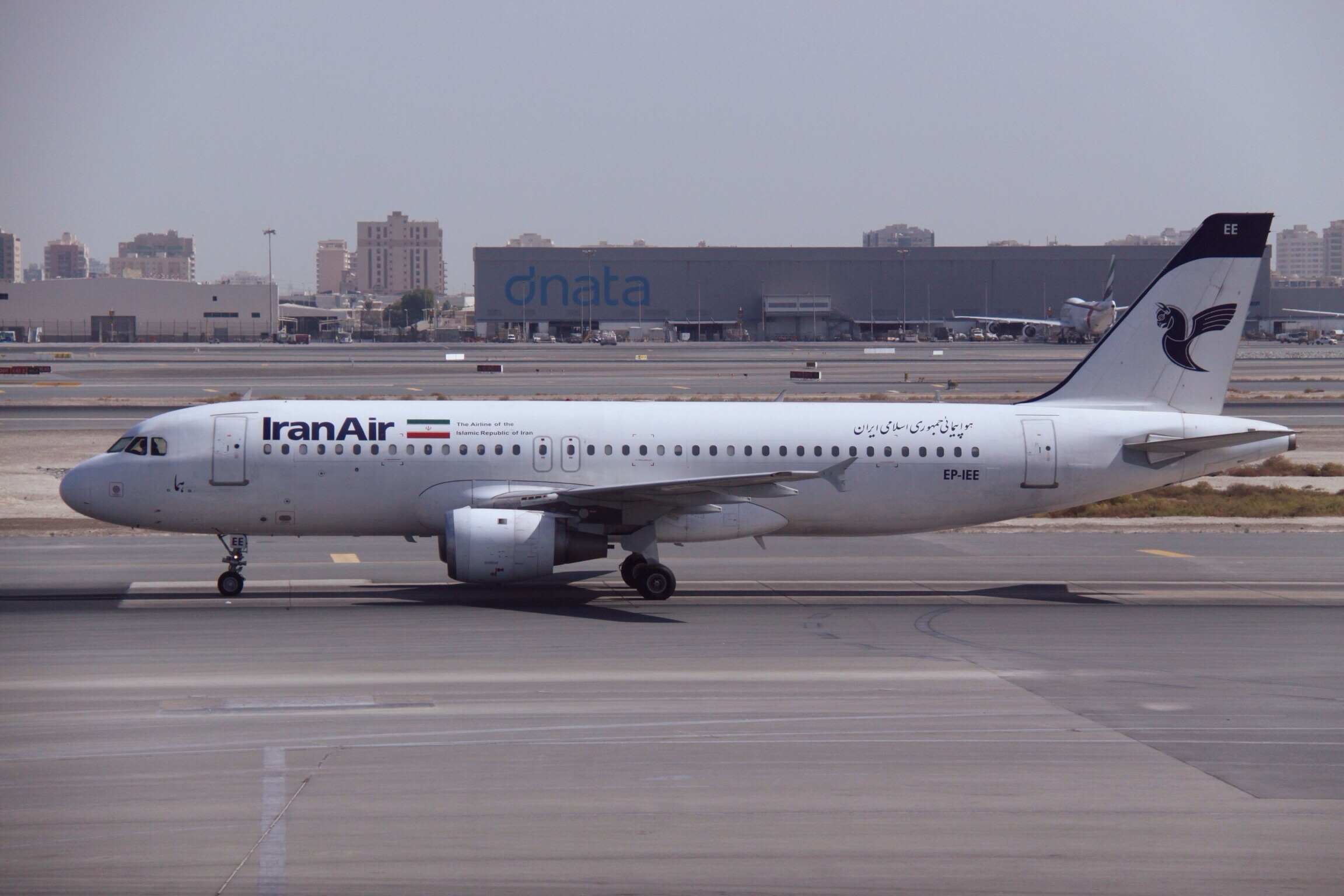
ایرباس ای-۳۲۰ ایران‌ایر
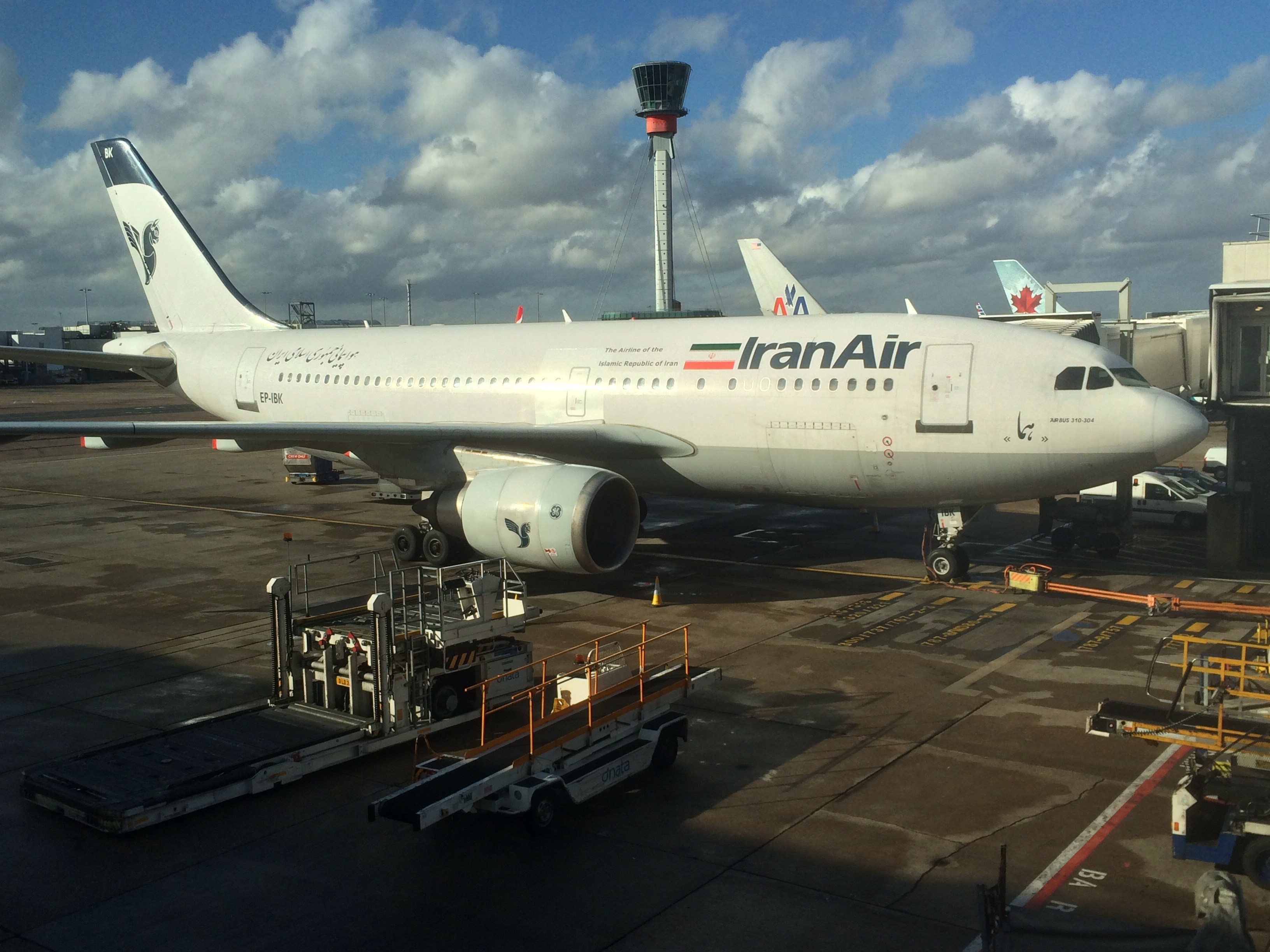
ایرباس ای-۳۱۰ ایران‌ایر
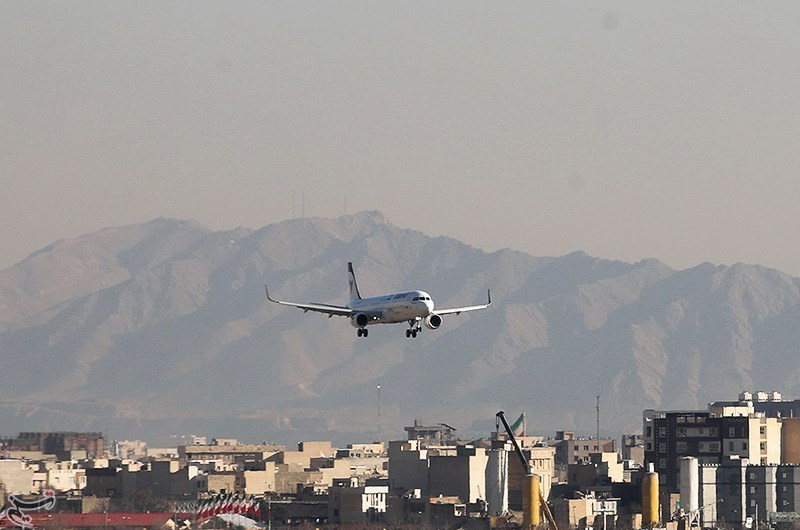
ایرباس ای-۳۲۱ ایران‌ایر در حال فرود در فرودگاه مهرآباد تهران